# Liste des monuments historiques de Malines/Partie 3
Cette page regroupe une partie des monuments classés de la ville belge de Malines.
| Objet                                                                   | Statut du classement? | Année de construction/architecte | Section communale | Adresse                      | Coordonnées                      | Numéro d'inventaire | Illustration                                                            |
| ----------------------------------------------------------------------- | --------------------- | -------------------------------- | ----------------- | ---------------------------- | -------------------------------- | ------------------- | ----------------------------------------------------------------------- |
| (nl) Fraai hotel Lodewijk XV-stijl                                      | Oui                   |                                  | Mechelen          | Lange Heergracht 8           | 51° 01′ 52″ nord, 4° 29′ 01″ est | 3526                | Téléverser                                                              |
| (nl) Imitatie vakwerkbouw                                               |                       |                                  | Mechelen          | Lange Heergracht 12          | 51° 01′ 52″ nord, 4° 29′ 02″ est | 3527                | Téléverser                                                              |
| (nl) Gebouw met korfboogpoort                                           |                       |                                  | Mechelen          | Lange Heergracht 13          | 51° 01′ 53″ nord, 4° 29′ 02″ est | 3528                | Téléverser                                                              |
| (nl) Woning, breedhuis                                                  |                       |                                  | Mechelen          | Lange Heergracht 27          | 51° 01′ 54″ nord, 4° 29′ 04″ est | 3529                | Téléverser                                                              |
| (nl) Hoekhuis                                                           |                       |                                  | Mechelen          | Lange Heergracht 75          | 51° 01′ 49″ nord, 4° 29′ 10″ est | 3532                | Téléverser                                                              |
| (nl) Arbeidershuisje                                                    |                       |                                  | Mechelen          | Koningin Astridlaan 107      | 51° 01′ 30″ nord, 4° 28′ 16″ est | 3533                | Téléverser                                                              |
| (nl) Woning, diephuis                                                   |                       |                                  | Mechelen          | Karmelietenstraat 5          | 51° 01′ 33″ nord, 4° 28′ 27″ est | 3534                | Téléverser                                                              |
| (nl) Twee woningen, enkelhuizen                                         |                       |                                  | Mechelen          | De Langhestraat 10           | 51° 01′ 32″ nord, 4° 28′ 28″ est | 3535                | Téléverser                                                              |
| (nl) Huizenrij                                                          |                       |                                  | Mechelen          | De Langhestraat 17           | 51° 01′ 31″ nord, 4° 28′ 28″ est | 3537                | Téléverser                                                              |
| (nl) Huizenrij                                                          |                       |                                  | Mechelen          | De Langhestraat 19           | 51° 01′ 31″ nord, 4° 28′ 28″ est | 3537                | Téléverser                                                              |
| (nl) Huizenrij                                                          |                       |                                  | Mechelen          | De Langhestraat 21           | 51° 01′ 31″ nord, 4° 28′ 28″ est | 3537                | Téléverser                                                              |
| (nl) Huizenrij                                                          |                       |                                  | Mechelen          | De Langhestraat 23           | 51° 01′ 31″ nord, 4° 28′ 28″ est | 3537                | Téléverser                                                              |
| (nl) Huizenrij                                                          |                       |                                  | Mechelen          | De Langhestraat 25           | 51° 01′ 31″ nord, 4° 28′ 28″ est | 3537                | Téléverser                                                              |
| (nl) Woning, enkelhuis                                                  |                       |                                  | Mechelen          | De Langhestraat 20           | 51° 01′ 31″ nord, 4° 28′ 27″ est | 3538                | Téléverser                                                              |
| (nl) Gevelwand                                                          |                       |                                  | Mechelen          | De Langhestraat 33           | 51° 01′ 30″ nord, 4° 28′ 28″ est | 3539                | Téléverser                                                              |
| (nl) Woningen, rijhuizen                                                |                       |                                  | Mechelen          | De Langhestraat 49           | 51° 01′ 27″ nord, 4° 28′ 28″ est | 3540                | Téléverser                                                              |
| (nl) Woningen, rijhuizen                                                |                       |                                  | Mechelen          | De Langhestraat 51           | 51° 01′ 27″ nord, 4° 28′ 28″ est | 3540                | Téléverser                                                              |
| (nl) Woningen, rijhuizen                                                |                       |                                  | Mechelen          | De Langhestraat 53           | 51° 01′ 27″ nord, 4° 28′ 28″ est | 3540                | Téléverser                                                              |
| (nl) Woningen, rijhuizen                                                |                       |                                  | Mechelen          | De Langhestraat 55           | 51° 01′ 27″ nord, 4° 28′ 28″ est | 3540                | Téléverser                                                              |
| (nl) Woningen, enkelhuizen                                              |                       |                                  | Mechelen          | De Langhestraat 58           | 51° 01′ 27″ nord, 4° 28′ 26″ est | 3541                | Téléverser                                                              |
| (nl) Woningen, enkelhuizen                                              |                       |                                  | Mechelen          | De Langhestraat 60           | 51° 01′ 27″ nord, 4° 28′ 26″ est | 3541                | Téléverser                                                              |
| (nl) Woningen, enkelhuizen                                              |                       |                                  | Mechelen          | De Langhestraat 62           | 51° 01′ 27″ nord, 4° 28′ 26″ est | 3541                | Téléverser                                                              |
| (nl) Woning, breedhuis                                                  |                       |                                  | Mechelen          | Désiré Boucherystraat 5      | 51° 01′ 39″ nord, 4° 28′ 57″ est | 3542                | Téléverser                                                              |
| (nl) Hoekhuis                                                           |                       |                                  | Mechelen          | Désiré Boucherystraat 29     | 51° 01′ 37″ nord, 4° 28′ 57″ est | 3543                | Téléverser                                                              |
| (nl) Hoekhuis                                                           |                       |                                  | Mechelen          | Dijle 5                      | 51° 01′ 37″ nord, 4° 28′ 27″ est | 3544                | Téléverser                                                              |
| (nl) Woning, rijhuis                                                    |                       |                                  | Mechelen          | Dijle 10                     | 51° 01′ 38″ nord, 4° 28′ 25″ est | 3545                | Téléverser                                                              |
| (nl) Woning van 1745                                                    | Oui                   |                                  | Mechelen          | Dijle 11                     | 51° 01′ 38″ nord, 4° 28′ 25″ est | 3546                | Téléverser                                                              |
| (nl) Woning, enkelhuis                                                  |                       |                                  | Mechelen          | Dobbelhuizen 8               | 51° 01′ 42″ nord, 4° 28′ 24″ est | 3550                | Téléverser                                                              |
| (nl) Huizenblok, enkelhuizen                                            |                       |                                  | Mechelen          | Dobbelhuizen 26              | 51° 01′ 43″ nord, 4° 28′ 23″ est | 3551                | Téléverser                                                              |
| (nl) Huizenblok, enkelhuizen                                            |                       |                                  | Mechelen          | Dobbelhuizen 28              | 51° 01′ 43″ nord, 4° 28′ 23″ est | 3551                | Téléverser                                                              |
| (nl) Huizenblok, enkelhuizen                                            |                       |                                  | Mechelen          | Dobbelhuizen 30              | 51° 01′ 43″ nord, 4° 28′ 23″ est | 3551                | Téléverser                                                              |
| (nl) Huizenblok, enkelhuizen                                            |                       |                                  | Mechelen          | Dobbelhuizen 32              | 51° 01′ 43″ nord, 4° 28′ 23″ est | 3551                | Téléverser                                                              |
| (nl) Huizenblok, enkelhuizen                                            |                       |                                  | Mechelen          | Dobbelhuizen 34              | 51° 01′ 43″ nord, 4° 28′ 23″ est | 3551                | Téléverser                                                              |
| (nl) Huizenblok, enkelhuizen                                            |                       |                                  | Mechelen          | Dobbelhuizen 36              | 51° 01′ 43″ nord, 4° 28′ 23″ est | 3551                | Téléverser                                                              |
| (nl) Woning, rijhuis                                                    |                       |                                  | Mechelen          | Dobbelhuizen 33              | 51° 01′ 43″ nord, 4° 28′ 20″ est | 3552                | Téléverser                                                              |
| (nl) Industriecomplex                                                   | Oui                   |                                  | Mechelen          | Drabstraat                   | 51° 01′ 37″ nord, 4° 28′ 33″ est | 3554                | Téléverser                                                              |
| (nl) Klooster Onze-Lieve-Vrouw van Barmhartigheid (voormalig)           | Oui                   |                                  | Mechelen          | Begijnenstraat 50            | 51° 01′ 38″ nord, 4° 28′ 35″ est | 3557                | Téléverser                                                              |
| (nl) Klooster Onze-Lieve-Vrouw van Barmhartigheid (voormalig)           | Oui                   |                                  | Mechelen          | Drabstraat 10                | 51° 01′ 38″ nord, 4° 28′ 35″ est | 3557                | Téléverser                                                              |
| (nl) Klooster Onze-Lieve-Vrouw van Barmhartigheid (voormalig)           | Oui                   |                                  | Mechelen          | Drabstraat 8                 | 51° 01′ 38″ nord, 4° 28′ 35″ est | 3557                | Téléverser                                                              |
| (nl) Rijkswachtkazerne                                                  |                       |                                  | Mechelen          | Edgard Tinellaan 6           | 51° 01′ 58″ nord, 4° 28′ 55″ est | 3560                | Téléverser                                                              |
| (nl) Woning, breedhuis                                                  |                       |                                  | Mechelen          | Scheerstraat 8               | 51° 01′ 43″ nord, 4° 28′ 48″ est | 3561                | Téléverser                                                              |
| (nl) Woning, diephuis                                                   |                       |                                  | Mechelen          | Frederik de Merodestraat 7   | 51° 01′ 44″ nord, 4° 28′ 49″ est | 3562                | Téléverser                                                              |
| (nl) Hoekhuis Het Maelslot                                              | Oui                   |                                  | Mechelen          | Frederik de Merodestraat 10  | 51° 01′ 44″ nord, 4° 28′ 51″ est | 3563                | Téléverser                                                              |
| (nl) Hoekhuis Het Maelslot                                              | Oui                   |                                  | Mechelen          | Frederik de Merodestraat 12  | 51° 01′ 44″ nord, 4° 28′ 51″ est | 3563                | (nl) Hoekhuis Het Maelslot                                              |
| (nl) Hoekhuis Het Maelslot                                              | Oui                   |                                  | Mechelen          | Frederik de Merodestraat 14  | 51° 01′ 44″ nord, 4° 28′ 51″ est | 3563                | (nl) Hoekhuis Het Maelslot                                              |
| (nl) Hoekhuis Het Maelslot                                              | Oui                   |                                  | Mechelen          | Frederik de Merodestraat 16  | 51° 01′ 44″ nord, 4° 28′ 51″ est | 3563                | (nl) Hoekhuis Het Maelslot                                              |
| (nl) Aartsbisschoppelijk. Groot Seminarie (voormalig)                   | Oui                   |                                  | Mechelen          | Frederik de Merodestraat 18  | 51° 01′ 45″ nord, 4° 28′ 53″ est | 3564                | Téléverser                                                              |
| (nl) Hoekhuis                                                           |                       |                                  | Mechelen          | Frederik de Merodestraat 20  | 51° 01′ 47″ nord, 4° 28′ 54″ est | 3565                | Téléverser                                                              |
| (nl) Woning Hof van Beieren                                             | Oui                   |                                  | Mechelen          | Frederik de Merodestraat 21  | 51° 01′ 45″ nord, 4° 28′ 50″ est | 3566                | Téléverser                                                              |
| (nl) Woning Hof van Beieren                                             | Oui                   |                                  | Mechelen          | Frederik de Merodestraat 23  | 51° 01′ 45″ nord, 4° 28′ 50″ est | 3566                | Téléverser                                                              |
| (nl) Woning, dubbelhuis                                                 | Oui                   |                                  | Mechelen          | Frederik de Merodestraat 22  | 51° 01′ 47″ nord, 4° 28′ 55″ est | 3567                | (nl) Woning, dubbelhuis                                                 |
| (nl) Woning, dubbelhuis                                                 | Oui                   |                                  | Mechelen          | Frederik de Merodestraat 24  | 51° 01′ 47″ nord, 4° 28′ 55″ est | 3567                | (nl) Woning, dubbelhuis                                                 |
| (nl) Hoekhuis                                                           |                       |                                  | Mechelen          | Frederik de Merodestraat 25  | 51° 01′ 45″ nord, 4° 28′ 50″ est | 3568                | Téléverser                                                              |
| (nl) Stadsfeestzaal, voorheen meisjesschool                             | Oui                   |                                  | Mechelen          | Frederik de Merodestraat 28  | 51° 01′ 48″ nord, 4° 28′ 55″ est | 3569                | Téléverser                                                              |
| (nl) Hotel Mockenborgh                                                  | Oui                   |                                  | Mechelen          | Frederik de Merodestraat 33  | 51° 01′ 47″ nord, 4° 28′ 50″ est | 3570                | Téléverser                                                              |
| (nl) Woning Hof van Witthem                                             |                       |                                  | Mechelen          | Wollemarkt 36                | 51° 01′ 48″ nord, 4° 28′ 49″ est | 3571                | Téléverser                                                              |
| (nl) Woning De Trektang                                                 | Oui                   |                                  | Mechelen          | Frederik de Merodestraat     | 51° 01′ 47″ nord, 4° 28′ 52″ est | 3572                | Téléverser                                                              |
| (nl) Woning, enkelhuis                                                  | Oui                   |                                  | Mechelen          | Frederik de Merodestraat 39  | 51° 01′ 48″ nord, 4° 28′ 52″ est | 3573                | Téléverser                                                              |
| (nl) Woning Huis Cadix                                                  | Oui                   |                                  | Mechelen          | Frederik de Merodestraat     | 51° 01′ 48″ nord, 4° 28′ 52″ est | 3574                | Téléverser                                                              |
| (nl) Woning, breedhuis                                                  |                       |                                  | Mechelen          | Frederik de Merodestraat 42  | 51° 01′ 50″ nord, 4° 28′ 57″ est | 3575                | Téléverser                                                              |
| (nl) Hoekhuis                                                           | Oui                   |                                  | Mechelen          | Frederik de Merodestraat 45  | 51° 01′ 49″ nord, 4° 28′ 54″ est | 3576                | Téléverser                                                              |
| (nl) Woningen                                                           |                       |                                  | Mechelen          | Frederik de Merodestraat 50  | 51° 01′ 51″ nord, 4° 28′ 58″ est | 3578                | Téléverser                                                              |
| (nl) Woningen                                                           |                       |                                  | Mechelen          | Frederik de Merodestraat 52  | 51° 01′ 51″ nord, 4° 28′ 58″ est | 3578                | Téléverser                                                              |
| (nl) Woningen                                                           |                       |                                  | Mechelen          | Frederik de Merodestraat 54  | 51° 01′ 51″ nord, 4° 28′ 58″ est | 3578                | Téléverser                                                              |
| (nl) Herenhuis                                                          | Oui                   |                                  | Mechelen          | Frederik de Merodestraat 51  | 51° 01′ 50″ nord, 4° 28′ 54″ est | 3579                | Téléverser                                                              |
| (nl) Sint-Jans- Gildenhuis                                              |                       |                                  | Mechelen          | Frederik de Merodestraat 56  | 51° 01′ 51″ nord, 4° 28′ 58″ est | 3580                | Téléverser                                                              |
| (nl) Woning In de gulden Vruchten                                       | Oui                   |                                  | Mechelen          | Frederik de Merodestraat 57  | 51° 01′ 50″ nord, 4° 28′ 56″ est | 3582                | Téléverser                                                              |
| (nl) Woningen in wederopbouwstijl                                       | Oui                   |                                  | Mechelen          | Frederik de Merodestraat 59  | 51° 01′ 50″ nord, 4° 28′ 56″ est | 3583                | Téléverser                                                              |
| (nl) Woning In de vier winden                                           | Oui                   |                                  | Mechelen          | Frederik de Merodestraat 61  | 51° 01′ 50″ nord, 4° 28′ 56″ est | 3584                | Téléverser                                                              |
| (nl) Tweegezinswoning                                                   |                       |                                  | Mechelen          | Frederik de Merodestraat 58  | 51° 01′ 52″ nord, 4° 28′ 59″ est | 3585                | Téléverser                                                              |
| (nl) Tweegezinswoning                                                   |                       |                                  | Mechelen          | Frederik de Merodestraat 60  | 51° 01′ 52″ nord, 4° 28′ 59″ est | 3585                | Téléverser                                                              |
| (nl) Ensemble van twee woningen                                         |                       |                                  | Mechelen          | Frederik de Merodestraat 62  | 51° 01′ 52″ nord, 4° 28′ 59″ est | 3586                | Téléverser                                                              |
| (nl) Ensemble van twee woningen                                         |                       |                                  | Mechelen          | Frederik de Merodestraat 64  | 51° 01′ 52″ nord, 4° 28′ 59″ est | 3586                | Téléverser                                                              |
| (nl) Koninklijke Beiaardschool                                          | Oui                   |                                  | Mechelen          | Frederik de Merodestraat 63  | 51° 01′ 51″ nord, 4° 28′ 57″ est | 3587                | (nl) Koninklijke Beiaardschool                                          |
| (nl) Hof van Busleyden                                                  | Oui                   |                                  | Mechelen          | Frederik de Merodestraat 65  | 51° 01′ 52″ nord, 4° 28′ 57″ est | 3588                | Téléverser                                                              |
| (nl) Hof van Busleyden                                                  | Oui                   |                                  | Mechelen          | Frederik de Merodestraat 67  | 51° 01′ 52″ nord, 4° 28′ 57″ est | 3588                | Téléverser                                                              |
| (nl) Classicistisch herenhuis                                           |                       |                                  | Mechelen          | Frederik de Merodestraat 77  | 51° 01′ 55″ nord, 4° 28′ 57″ est | 3591                | Téléverser                                                              |
| (nl) Classicistisch herenhuis                                           |                       |                                  | Mechelen          | Frederik de Merodestraat 79  | 51° 01′ 55″ nord, 4° 28′ 57″ est | 3591                | Téléverser                                                              |
| (nl) Classicistisch herenhuis                                           |                       |                                  | Mechelen          | Frederik de Merodestraat 81  | 51° 01′ 55″ nord, 4° 28′ 57″ est | 3591                | Téléverser                                                              |
| (nl) Woning, enkelhuis                                                  |                       |                                  | Mechelen          | Frederik de Merodestraat 84  | 51° 01′ 55″ nord, 4° 29′ 01″ est | 3592                | Téléverser                                                              |
| (nl) Woning Ortegat                                                     | Oui                   |                                  | Mechelen          | Frederik de Merodestraat 86  | 51° 01′ 56″ nord, 4° 29′ 01″ est | 3593                | Téléverser                                                              |
| (nl) Woning, dubbelhuis                                                 |                       |                                  | Mechelen          | Frederik de Merodestraat 99  | 51° 01′ 57″ nord, 4° 28′ 59″ est | 3598                | Téléverser                                                              |
| (nl) Woning van 1650                                                    |                       |                                  | Mechelen          | Frederik de Merodestraat 109 | 51° 01′ 59″ nord, 4° 29′ 00″ est | 3600                | Téléverser                                                              |
| (nl) Woningen, breedhuizen                                              |                       |                                  | Mechelen          | Ganzendries 17               | 51° 01′ 25″ nord, 4° 28′ 26″ est | 3603                | Téléverser                                                              |
| (nl) Woningen, breedhuizen                                              |                       |                                  | Mechelen          | Ganzendries 19               | 51° 01′ 25″ nord, 4° 28′ 26″ est | 3603                | Téléverser                                                              |
| (nl) Woningen in repeterend schema                                      |                       |                                  | Mechelen          | Geitestraat 13               | 51° 01′ 38″ nord, 4° 28′ 49″ est | 3604                | Téléverser                                                              |
| (nl) Woningen in repeterend schema                                      |                       |                                  | Mechelen          | Geitestraat 15               | 51° 01′ 38″ nord, 4° 28′ 49″ est | 3604                | Téléverser                                                              |
| (nl) Huizenblok                                                         |                       |                                  | Mechelen          | Geitestraat 29               | 51° 01′ 37″ nord, 4° 28′ 50″ est | 3605                | Téléverser                                                              |
| (nl) Sint-Pieters en Sint-Paulusgodshuis (voormalig)                    | Oui                   |                                  | Mechelen          | Gerechtstraat 10             | 51° 01′ 41″ nord, 4° 29′ 08″ est | 3606                | Téléverser                                                              |
| (nl) Sint-Pieters en Sint-Paulusgodshuis (voormalig)                    | Oui                   |                                  | Mechelen          | Gerechtstraat 4              | 51° 01′ 41″ nord, 4° 29′ 08″ est | 3606                | Téléverser                                                              |
| (nl) Twee woningen, dubbelhuizen                                        |                       |                                  | Mechelen          | Gerechtstraat 6              | 51° 01′ 41″ nord, 4° 29′ 09″ est | 3607                | Téléverser                                                              |
| (nl) Twee woningen, dubbelhuizen                                        |                       |                                  | Mechelen          | Gerechtstraat 8              | 51° 01′ 41″ nord, 4° 29′ 09″ est | 3607                | Téléverser                                                              |
| (nl) Vier woningen                                                      |                       |                                  | Mechelen          | Gerechtstraat 11             | 51° 01′ 42″ nord, 4° 29′ 08″ est | 3608                | Téléverser                                                              |
| (nl) Vier woningen                                                      |                       |                                  | Mechelen          | Gerechtstraat 13             | 51° 01′ 42″ nord, 4° 29′ 08″ est | 3608                | Téléverser                                                              |
| (nl) Vier woningen                                                      |                       |                                  | Mechelen          | Gerechtstraat 7              | 51° 01′ 42″ nord, 4° 29′ 08″ est | 3608                | Téléverser                                                              |
| (nl) Vier woningen                                                      |                       |                                  | Mechelen          | Gerechtstraat 9              | 51° 01′ 42″ nord, 4° 29′ 08″ est | 3608                | Téléverser                                                              |
| (nl) Woning Grote Lieve Vrouw                                           | Oui                   |                                  | Mechelen          | Goswin de Stassartstraat 1   | 51° 01′ 50″ nord, 4° 28′ 46″ est | 3609                | Téléverser                                                              |
| (nl) Woning Grote Lieve Vrouw                                           | Oui                   |                                  | Mechelen          | Goswin de Stassartstraat 3   | 51° 01′ 50″ nord, 4° 28′ 46″ est | 3609                | Téléverser                                                              |
| (nl) Hotel Douglas dit Scott                                            | Oui                   |                                  | Mechelen          | Goswin de Stassartstraat 6   | 51° 01′ 50″ nord, 4° 28′ 49″ est | 3610                | (nl) Hotel Douglas dit Scott                                            |
| (nl) Hotel Douglas dit Scott                                            | Oui                   |                                  | Mechelen          | Goswin de Stassartstraat 8   | 51° 01′ 50″ nord, 4° 28′ 49″ est | 3610                | Téléverser                                                              |
| (nl) Hoekhuis                                                           | Oui                   |                                  | Mechelen          | Goswin de Stassartstraat 9   | 51° 01′ 51″ nord, 4° 28′ 47″ est | 3611                | Téléverser                                                              |
| (nl) Woning, enkelhuis                                                  | Oui                   |                                  | Mechelen          | Goswin de Stassartstraat 10  | 51° 01′ 50″ nord, 4° 28′ 49″ est | 3612                | Téléverser                                                              |
| (nl) Hotel Van der Gracht de Rommerswael                                | Oui                   |                                  | Mechelen          | Goswin de Stassartstraat 11  | 51° 01′ 51″ nord, 4° 28′ 46″ est | 3613                | Téléverser                                                              |
| (nl) Hotel, breedhuis                                                   | Oui                   |                                  | Mechelen          | Goswin de Stassartstraat 24  | 51° 01′ 52″ nord, 4° 28′ 50″ est | 3614                | (nl) Hotel, breedhuis                                                   |
| (nl) Hoekhuis, café in 't rond                                          |                       |                                  | Mechelen          | Goswin de Stassartstraat 59  | 51° 01′ 56″ nord, 4° 28′ 47″ est | 3615                | Téléverser                                                              |
| (nl) Infanteriekazerne (voormalige)                                     | Oui                   |                                  | Mechelen          | Goswin de Stassartstraat 137 | 51° 02′ 03″ nord, 4° 28′ 41″ est | 3617                | Téléverser                                                              |
| (nl) Infanteriekazerne (voormalige)                                     | Oui                   |                                  | Mechelen          | Goswin de Stassartstraat 139 | 51° 02′ 03″ nord, 4° 28′ 41″ est | 3617                | Téléverser                                                              |
| (nl) Infanteriekazerne (voormalige)                                     | Oui                   |                                  | Mechelen          | Goswin de Stassartstraat 141 | 51° 02′ 03″ nord, 4° 28′ 41″ est | 3617                | Téléverser                                                              |
| (nl) Infanteriekazerne (voormalige)                                     | Oui                   |                                  | Mechelen          | Goswin de Stassartstraat 143 | 51° 02′ 03″ nord, 4° 28′ 41″ est | 3617                | Téléverser                                                              |
| (nl) Infanteriekazerne (voormalige)                                     | Oui                   |                                  | Mechelen          | Goswin de Stassartstraat 145 | 51° 02′ 03″ nord, 4° 28′ 41″ est | 3617                | Téléverser                                                              |
| (nl) Infanteriekazerne (voormalige)                                     | Oui                   |                                  | Mechelen          | Goswin de Stassartstraat 147 | 51° 02′ 03″ nord, 4° 28′ 41″ est | 3617                | Téléverser                                                              |
| (nl) Infanteriekazerne (voormalige)                                     | Oui                   |                                  | Mechelen          | Goswin de Stassartstraat 149 | 51° 02′ 03″ nord, 4° 28′ 41″ est | 3617                | Téléverser                                                              |
| (nl) Klooster der predikheren of dominicanen (voormalig)                | Oui                   |                                  | Mechelen          | Edgard Tinellaan 4           | 51° 02′ 01″ nord, 4° 28′ 48″ est | 3618                | Téléverser                                                              |
| (nl) Eenheidsbebouwing                                                  |                       |                                  | Mechelen          | Graaf van Egmontstraat 2     | 51° 01′ 20″ nord, 4° 28′ 55″ est | 3619                | Téléverser                                                              |
| (nl) Eenheidsbebouwing                                                  |                       |                                  | Mechelen          | Graaf van Egmontstraat 4     | 51° 01′ 20″ nord, 4° 28′ 55″ est | 3619                | Téléverser                                                              |
| (nl) Eenheidsbebouwing                                                  |                       |                                  | Mechelen          | Graaf van Egmontstraat 10    | 51° 01′ 19″ nord, 4° 28′ 56″ est | 3620                | Téléverser                                                              |
| (nl) Eenheidsbebouwing                                                  |                       |                                  | Mechelen          | Graaf van Egmontstraat 8     | 51° 01′ 19″ nord, 4° 28′ 56″ est | 3620                | Téléverser                                                              |
| (nl) Eenheidsbebouwing                                                  |                       |                                  | Mechelen          | Graaf van Egmontstraat 13    | 51° 01′ 18″ nord, 4° 28′ 57″ est | 3621                | Téléverser                                                              |
| (nl) Eenheidsbebouwing                                                  |                       |                                  | Mechelen          | Graaf van Egmontstraat 15    | 51° 01′ 18″ nord, 4° 28′ 57″ est | 3621                | Téléverser                                                              |
| (nl) Eenheidsbebouwing                                                  |                       |                                  | Mechelen          | Graaf van Egmontstraat 17    | 51° 01′ 18″ nord, 4° 28′ 57″ est | 3621                | Téléverser                                                              |
| (nl) Eenheidsbebouwing                                                  |                       |                                  | Mechelen          | Graaf van Egmontstraat 19    | 51° 01′ 18″ nord, 4° 28′ 57″ est | 3621                | Téléverser                                                              |
| (nl) Eenheidsbebouwing                                                  |                       |                                  | Mechelen          | Graaf van Egmontstraat 21    | 51° 01′ 18″ nord, 4° 28′ 57″ est | 3621                | Téléverser                                                              |
| (nl) Centjesmuur, stadsmuur                                             | Oui                   |                                  | Mechelen          | Guido Gezellelaan            | 51° 01′ 59″ nord, 4° 28′ 25″ est | 3623                | Téléverser                                                              |
| (nl) Begijnhofkerk Sint-Alexius en Catharina                            | Oui                   |                                  | Mechelen          | Nonnenstraat 28              | 51° 01′ 54″ nord, 4° 28′ 28″ est | 3624                | (nl) Begijnhofkerk Sint-Alexius en Catharina                            |
| (nl) Infirmerie Groot Begijnhof (voormalige)                            | Oui                   |                                  | Mechelen          | Guido Gezellelaan            | 51° 01′ 55″ nord, 4° 28′ 23″ est | 3625                | Téléverser                                                              |
| (nl) Infirmerie Groot Begijnhof (voormalige)                            | Oui                   |                                  | Mechelen          | Guido Gezellelaan 47         | 51° 01′ 55″ nord, 4° 28′ 23″ est | 3625                | Téléverser                                                              |
| (nl) Cellebroedersklooster (voormalig)                                  | Oui                   |                                  | Mechelen          | Begijnenkerkhof 5            | 51° 01′ 57″ nord, 4° 28′ 30″ est | 3626                | Téléverser                                                              |
| (nl) Cellebroedersklooster (voormalig)                                  | Oui                   |                                  | Mechelen          | Begijnenkerkhof 6            | 51° 01′ 57″ nord, 4° 28′ 30″ est | 3626                | (nl) Cellebroedersklooster (voormalig)                                  |
| (nl) Cellebroedersklooster (voormalig)                                  | Oui                   |                                  | Mechelen          | Begijnenkerkhof 7            | 51° 01′ 57″ nord, 4° 28′ 30″ est | 3626                | Téléverser                                                              |
| (nl) Cellebroedersklooster (voormalig)                                  | Oui                   |                                  | Mechelen          | Cellebroedersstraat 13       | 51° 01′ 57″ nord, 4° 28′ 30″ est | 3626                | Téléverser                                                              |
| (nl) Convent Acht Salicheden                                            | Oui                   |                                  | Mechelen          | Acht-Zalighedenstraat 8      | 51° 01′ 57″ nord, 4° 28′ 29″ est | 3627                | Téléverser                                                              |
| (nl) Woningen, breedhuizen                                              | Oui                   |                                  | Mechelen          | Acht-Zalighedenstraat 10     | 51° 01′ 58″ nord, 4° 28′ 29″ est | 3628                | Téléverser                                                              |
| (nl) Woningen, breedhuizen                                              | Oui                   |                                  | Mechelen          | Acht-Zalighedenstraat 12     | 51° 01′ 58″ nord, 4° 28′ 29″ est | 3628                | Téléverser                                                              |
| (nl) Woningen, breedhuizen                                              | Oui                   |                                  | Mechelen          | Acht-Zalighedenstraat 14     | 51° 01′ 58″ nord, 4° 28′ 29″ est | 3628                | Téléverser                                                              |
| (nl) Woningen, breedhuizen                                              | Oui                   |                                  | Mechelen          | Acht-Zalighedenstraat 16     | 51° 01′ 58″ nord, 4° 28′ 29″ est | 3628                | Téléverser                                                              |
| (nl) Hoekhuis                                                           | Oui                   |                                  | Mechelen          | Acht-Zalighedenstraat 22     | 51° 01′ 59″ nord, 4° 28′ 29″ est | 3629                | Téléverser                                                              |
| (nl) Hoekgebouw                                                         | Oui                   |                                  | Mechelen          | Begijnenkerkhof              | 51° 01′ 57″ nord, 4° 28′ 30″ est | 3630                | Téléverser                                                              |
| (nl) Woning Het Lammeken                                                | Oui                   |                                  | Mechelen          | Conventstraat 6              | 51° 01′ 49″ nord, 4° 28′ 27″ est | 3631                | Téléverser                                                              |
| (nl) Woning, diephuis                                                   | Oui                   |                                  | Mechelen          | Conventstraat 8              | 51° 01′ 49″ nord, 4° 28′ 27″ est | 3632                | Téléverser                                                              |
| (nl) Woning, diephuis                                                   | Oui                   |                                  | Mechelen          | Conventstraat 10             | 51° 01′ 50″ nord, 4° 28′ 28″ est | 3633                | Téléverser                                                              |
| (nl) Woning, diephuis                                                   | Oui                   |                                  | Mechelen          | Conventstraat 12             | 51° 01′ 50″ nord, 4° 28′ 28″ est | 3634                | Téléverser                                                              |
| (nl) Woning met voortuintje                                             | Oui                   |                                  | Mechelen          | Conventstraat 22             | 51° 01′ 51″ nord, 4° 28′ 29″ est | 3635                | Téléverser                                                              |
| (nl) Woning, breedhuis                                                  | Oui                   |                                  | Mechelen          | Fonteinstraatje 3            | 51° 01′ 50″ nord, 4° 28′ 26″ est | 3636                | Téléverser                                                              |
| (nl) Woning Sinte-Barbara                                               | Oui                   |                                  | Mechelen          | Hoviusstraat 2               | 51° 01′ 50″ nord, 4° 28′ 28″ est | 3639                | Téléverser                                                              |
| (nl) Woning Sint-Alexius                                                | Oui                   |                                  | Mechelen          | Hoviusstraat 3               | 51° 01′ 50″ nord, 4° 28′ 26″ est | 3640                | Téléverser                                                              |
| (nl) Woningen Berg van Thaber en Sint-Augustinus                        | Oui                   |                                  | Mechelen          | Hoviusstraat 4               | 51° 01′ 51″ nord, 4° 28′ 27″ est | 3641                | Téléverser                                                              |
| (nl) Woningen Berg van Thaber en Sint-Augustinus                        | Oui                   |                                  | Mechelen          | Hoviusstraat 6               | 51° 01′ 51″ nord, 4° 28′ 27″ est | 3641                | Téléverser                                                              |
| (nl) Woning Heilige Familie                                             | Oui                   |                                  | Mechelen          | Hoviusstraat 7               | 51° 01′ 51″ nord, 4° 28′ 26″ est | 3642                | Téléverser                                                              |
| (nl) Woning Sint-Jan-Evangelist                                         | Oui                   |                                  | Mechelen          | Hoviusstraat 8               | 51° 01′ 51″ nord, 4° 28′ 27″ est | 3643                | Téléverser                                                              |
| (nl) Woning Sint-Libertus                                               | Oui                   |                                  | Mechelen          | Hoviusstraat 9               | 51° 01′ 51″ nord, 4° 28′ 26″ est | 3644                | Téléverser                                                              |
| (nl) Woning Sint-Jozef                                                  | Oui                   |                                  | Mechelen          | Hoviusstraat 10              | 51° 01′ 51″ nord, 4° 28′ 26″ est | 3645                | Téléverser                                                              |
| (nl) Gerestaureerde woning                                              | Oui                   |                                  | Mechelen          | Hoviusstraat 11              | 51° 01′ 51″ nord, 4° 28′ 25″ est | 3646                | Téléverser                                                              |
| (nl) Woning Sint-Cecilia                                                | Oui                   |                                  | Mechelen          | Hoviusstraat 12              | 51° 01′ 52″ nord, 4° 28′ 26″ est | 3647                | Téléverser                                                              |
| (nl) Woning                                                             | Oui                   |                                  | Mechelen          | Hoviusstraat 14              | 51° 01′ 52″ nord, 4° 28′ 26″ est | 3648                | Téléverser                                                              |
| (nl) Woning 4 Evangelisten                                              | Oui                   |                                  | Mechelen          | Hoviusstraat 15              | 51° 01′ 52″ nord, 4° 28′ 25″ est | 3649                | Téléverser                                                              |
| (nl) Onze-Lieve-Vrouwe Convent                                          | Oui                   |                                  | Mechelen          | Hoviusstraat 16              | 51° 01′ 52″ nord, 4° 28′ 25″ est | 3650                | Téléverser                                                              |
| (nl) Drie woningen                                                      | Oui                   |                                  | Mechelen          | Hoviusstraat 17              | 51° 01′ 52″ nord, 4° 28′ 24″ est | 3651                | Téléverser                                                              |
| (nl) Drie woningen                                                      | Oui                   |                                  | Mechelen          | Hoviusstraat 19              | 51° 01′ 52″ nord, 4° 28′ 24″ est | 3651                | Téléverser                                                              |
| (nl) Drie woningen                                                      | Oui                   |                                  | Mechelen          | Hoviusstraat 21              | 51° 01′ 52″ nord, 4° 28′ 24″ est | 3651                | Téléverser                                                              |
| (nl) Pastorie Aartsbisschoppelijk Convent                               | Oui                   |                                  | Mechelen          | Hoviusstraat 23              | 51° 01′ 52″ nord, 4° 28′ 24″ est | 3652                | Téléverser                                                              |
| (nl) Drie woningen, diephuizen                                          | Oui                   |                                  | Mechelen          | Krankenstraat 3              | 51° 01′ 53″ nord, 4° 28′ 25″ est | 3653                | Téléverser                                                              |
| (nl) Drie woningen, diephuizen                                          | Oui                   |                                  | Mechelen          | Krankenstraat 5              | 51° 01′ 53″ nord, 4° 28′ 25″ est | 3653                | Téléverser                                                              |
| (nl) Twee woningen, enkelhuisjes                                        | Oui                   |                                  | Mechelen          | Krankenstraat 7              | 51° 01′ 53″ nord, 4° 28′ 24″ est | 3654                | Téléverser                                                              |
| (nl) Twee woningen, enkelhuisjes                                        | Oui                   |                                  | Mechelen          | Krankenstraat 9              | 51° 01′ 53″ nord, 4° 28′ 24″ est | 3654                | Téléverser                                                              |
| (nl) Hoekhuis                                                           | Oui                   |                                  | Mechelen          | Krankenstraat 11             | 51° 01′ 53″ nord, 4° 28′ 24″ est | 3655                | Téléverser                                                              |
| (nl) Woning Sint-Victor                                                 | Oui                   |                                  | Mechelen          | Krommestraat 1               | 51° 01′ 56″ nord, 4° 28′ 24″ est | 3656                | Téléverser                                                              |
| (nl) Woning met trapgevel                                               | Oui                   |                                  | Mechelen          | Krommestraat 2               | 51° 01′ 56″ nord, 4° 28′ 25″ est | 3657                | Téléverser                                                              |
| (nl) Woning Sint-Donatus                                                | Oui                   |                                  | Mechelen          | Krommestraat 3               | 51° 01′ 57″ nord, 4° 28′ 25″ est | 3658                | Téléverser                                                              |
| (nl) Woning, breedhuis                                                  | Oui                   |                                  | Mechelen          | Krommestraat 5               | 51° 01′ 57″ nord, 4° 28′ 25″ est | 3659                | Téléverser                                                              |
| (nl) Woning, breedhuis                                                  | Oui                   |                                  | Mechelen          | Krommestraat 7               | 51° 01′ 57″ nord, 4° 28′ 25″ est | 3659                | Téléverser                                                              |
| (nl) Woning, breedhuis                                                  | Oui                   |                                  | Mechelen          | Moreelstraat 2               | 51° 01′ 55″ nord, 4° 28′ 30″ est | 3660                | (nl) Woning, breedhuis                                                  |
| (nl) Woning, breedhuis                                                  | Oui                   |                                  | Mechelen          | Moreelstraat 4               | 51° 01′ 55″ nord, 4° 28′ 30″ est | 3660                | (nl) Woning, breedhuis                                                  |
| (nl) Nieuw Convent van de Heilige Familie                               | Oui                   |                                  | Mechelen          | Nonnenstraat 1               | 51° 01′ 51″ nord, 4° 28′ 28″ est | 3662                | Téléverser                                                              |
| (nl) Vier begijnenhuisjes                                               | Oui                   |                                  | Mechelen          | Nonnenstraat 2               | 51° 01′ 51″ nord, 4° 28′ 30″ est | 3663                | (nl) Vier begijnenhuisjes                                               |
| (nl) Vier begijnenhuisjes                                               | Oui                   |                                  | Mechelen          | Nonnenstraat 4               | 51° 01′ 51″ nord, 4° 28′ 30″ est | 3663                | Téléverser                                                              |
| (nl) Vier begijnenhuisjes                                               | Oui                   |                                  | Mechelen          | Nonnenstraat 6               | 51° 01′ 51″ nord, 4° 28′ 30″ est | 3663                | Téléverser                                                              |
| (nl) Vier begijnenhuisjes                                               | Oui                   |                                  | Mechelen          | Nonnenstraat 8               | 51° 01′ 51″ nord, 4° 28′ 30″ est | 3663                | Téléverser                                                              |
| (nl) Woning Sint-Rumoldus                                               | Oui                   |                                  | Mechelen          | Nonnenstraat 11              | 51° 01′ 52″ nord, 4° 28′ 27″ est | 3664                | Téléverser                                                              |
| (nl) Woning Sint-Monica                                                 | Oui                   |                                  | Mechelen          | Nonnenstraat 13              | 51° 01′ 52″ nord, 4° 28′ 27″ est | 3665                | Téléverser                                                              |
| (nl) Bruynheer Convent                                                  | Oui                   |                                  | Mechelen          | Nonnenstraat 15              | 51° 01′ 52″ nord, 4° 28′ 27″ est | 3666                | Téléverser                                                              |
| (nl) Bruynheer Convent                                                  | Oui                   |                                  | Mechelen          | Nonnenstraat 17              | 51° 01′ 52″ nord, 4° 28′ 27″ est | 3666                | Téléverser                                                              |
| (nl) Woning Doorn Kroon                                                 | Oui                   |                                  | Mechelen          | Nonnenstraat 16              | 51° 01′ 53″ nord, 4° 28′ 29″ est | 3667                | Téléverser                                                              |
| (nl) Gebouwencomplex, eertijds Hof van Fontes                           | Oui                   |                                  | Mechelen          | Jezuspoort 2                 | 51° 01′ 53″ nord, 4° 28′ 28″ est | 3668                | Téléverser                                                              |
| (nl) Gebouwencomplex, eertijds Hof van Fontes                           | Oui                   |                                  | Mechelen          | Nonnenstraat 18              | 51° 01′ 53″ nord, 4° 28′ 28″ est | 3668                | (nl) Gebouwencomplex, eertijds Hof van Fontes                           |
| (nl) Gebouwencomplex, eertijds Hof van Fontes                           | Oui                   |                                  | Mechelen          | Nonnenstraat 20              | 51° 01′ 53″ nord, 4° 28′ 28″ est | 3668                | Téléverser                                                              |
| (nl) Gebouwencomplex, eertijds Hof van Fontes                           | Oui                   |                                  | Mechelen          | Nonnenstraat 22              | 51° 01′ 53″ nord, 4° 28′ 28″ est | 3668                | Téléverser                                                              |
| (nl) Begijnenwoningen                                                   | Oui                   |                                  | Mechelen          | Jezuspoort 1                 | 51° 01′ 53″ nord, 4° 28′ 29″ est | 3669                | Téléverser                                                              |
| (nl) Begijnenwoningen                                                   | Oui                   |                                  | Mechelen          | Jezuspoort 3                 | 51° 01′ 53″ nord, 4° 28′ 29″ est | 3669                | Téléverser                                                              |
| (nl) Begijnenwoningen                                                   | Oui                   |                                  | Mechelen          | Jezuspoort 5                 | 51° 01′ 53″ nord, 4° 28′ 29″ est | 3669                | Téléverser                                                              |
| (nl) Aaneengesloten woningen                                            | Oui                   |                                  | Mechelen          | Jezuspoort 2                 | 51° 01′ 53″ nord, 4° 28′ 29″ est | 3670                | Téléverser                                                              |
| (nl) Aaneengesloten woningen                                            | Oui                   |                                  | Mechelen          | Jezuspoort 4                 | 51° 01′ 53″ nord, 4° 28′ 29″ est | 3670                | Téléverser                                                              |
| (nl) Aaneengesloten woningen                                            | Oui                   |                                  | Mechelen          | Jezuspoort 6                 | 51° 01′ 53″ nord, 4° 28′ 29″ est | 3670                | Téléverser                                                              |
| (nl) Deel van het Hof van Fontes                                        | Oui                   |                                  | Mechelen          | Nonnenstraat 20              | 51° 01′ 53″ nord, 4° 28′ 28″ est | 3673                | Téléverser                                                              |
| (nl) Deel van het Hof van Fontes                                        | Oui                   |                                  | Mechelen          | Nonnenstraat 22              | 51° 01′ 53″ nord, 4° 28′ 28″ est | 3673                | Téléverser                                                              |
| (nl) Woningen Sint-Birgitta en Zoeten Naam Jezus                        | Oui                   |                                  | Mechelen          | Nonnenstraat 23              | 51° 01′ 53″ nord, 4° 28′ 26″ est | 3674                | Téléverser                                                              |
| (nl) Woningen Sint-Birgitta en Zoeten Naam Jezus                        | Oui                   |                                  | Mechelen          | Nonnenstraat 25              | 51° 01′ 53″ nord, 4° 28′ 26″ est | 3674                | Téléverser                                                              |
| (nl) Hoekhuis                                                           | Oui                   |                                  | Mechelen          | Krankenstraat 1              | 51° 01′ 54″ nord, 4° 28′ 26″ est | 3675                | Téléverser                                                              |
| (nl) Convent Van Den Brande                                             | Oui                   |                                  | Mechelen          | Nonnenstraat 40              | 51° 01′ 57″ nord, 4° 28′ 24″ est | 3676                | Téléverser                                                              |
| (nl) Woning Sint-Martha                                                 | Oui                   |                                  | Mechelen          | Schrijnstraat 2              | 51° 02′ 01″ nord, 4° 28′ 31″ est | 3677                | Téléverser                                                              |
| (nl) Woning, enkelhuis                                                  | Oui                   |                                  | Mechelen          | Schrijnstraat 18             | 51° 02′ 01″ nord, 4° 28′ 29″ est | 3678                | Téléverser                                                              |
| (nl) Woning, enkelhuis                                                  | Oui                   |                                  | Mechelen          | Schrijnstraat 19             | 51° 02′ 00″ nord, 4° 28′ 29″ est | 3679                | Téléverser                                                              |
| (nl) Woning met trapgevel                                               | Oui                   |                                  | Mechelen          | Schrijnstraat 20             | 51° 02′ 01″ nord, 4° 28′ 29″ est | 3680                | Téléverser                                                              |
| (nl) Woning met dienstgebouw                                            | Oui                   |                                  | Mechelen          | Schrijnstraat 25             | 51° 02′ 00″ nord, 4° 28′ 26″ est | 3681                | Téléverser                                                              |
| (nl) Begijnenwoning                                                     | Oui                   |                                  | Mechelen          | Schrijnstraat 30             | 51° 02′ 01″ nord, 4° 28′ 27″ est | 3682                | Téléverser                                                              |
| (nl) Woning Sint-Alexius                                                | Oui                   |                                  | Mechelen          | Sint-Alexiusstraat 1         | 51° 01′ 55″ nord, 4° 28′ 26″ est | 3683                | Téléverser                                                              |
| (nl) Woning Sint-Alexius                                                | Oui                   |                                  | Mechelen          | Sint-Alexiusstraat 3         | 51° 01′ 55″ nord, 4° 28′ 26″ est | 3683                | Téléverser                                                              |
| (nl) Hoekhuis Sint-Theresia                                             | Oui                   |                                  | Mechelen          | Sint-Beggastraat 1           | 51° 01′ 55″ nord, 4° 28′ 27″ est | 3684                | (nl) Hoekhuis Sint-Theresia                                             |
| (nl) Hoekhuis Sint-Theresia                                             | Oui                   |                                  | Mechelen          | Sint-Beggastraat 3           | 51° 01′ 55″ nord, 4° 28′ 27″ est | 3684                | (nl) Hoekhuis Sint-Theresia                                             |
| (nl) Woning Sint-Begga                                                  | Oui                   |                                  | Mechelen          | Sint-Beggastraat 7           | 51° 01′ 56″ nord, 4° 28′ 26″ est | 3685                | Téléverser                                                              |
| (nl) Woning Sint-Begga                                                  | Oui                   |                                  | Mechelen          | Sint-Beggastraat 9           | 51° 01′ 56″ nord, 4° 28′ 26″ est | 3685                | Téléverser                                                              |
| (nl) Rondboogdeur                                                       | Oui                   |                                  | Mechelen          | Twaalf-Apostelenstraat 1     | 51° 01′ 56″ nord, 4° 28′ 26″ est | 3686                | (nl) Rondboogdeur                                                       |
| (nl) Hoekhuis                                                           | Oui                   |                                  | Mechelen          | Krommestraat 11              | 51° 01′ 57″ nord, 4° 28′ 27″ est | 3687                | Téléverser                                                              |
| (nl) Hoekhuis                                                           | Oui                   |                                  | Mechelen          | Twaalf-Apostelenstraat 3     | 51° 01′ 57″ nord, 4° 28′ 27″ est | 3687                | Téléverser                                                              |
| (nl) Woning, diephuis                                                   | Oui                   |                                  | Mechelen          | Twaalf-Apostelenstraat 5     | 51° 01′ 57″ nord, 4° 28′ 27″ est | 3688                | Téléverser                                                              |
| (nl) Resten van begijnenhuizen                                          | Oui                   |                                  | Mechelen          | Acht-Zalighedenstraat 1      | 51° 01′ 57″ nord, 4° 28′ 28″ est | 3689                | Téléverser                                                              |
| (nl) Resten van begijnenhuizen                                          | Oui                   |                                  | Mechelen          | Acht-Zalighedenstraat 3      | 51° 01′ 57″ nord, 4° 28′ 28″ est | 3689                | Téléverser                                                              |
| (nl) Convent der 12 Apostelen                                           | Oui                   |                                  | Mechelen          | Twaalf-Apostelenstraat 13    | 51° 01′ 58″ nord, 4° 28′ 26″ est | 3690                | Téléverser                                                              |
| (nl) Convent der 12 Apostelen                                           | Oui                   |                                  | Mechelen          | Twaalf-Apostelenstraat 15    | 51° 01′ 58″ nord, 4° 28′ 26″ est | 3690                | Téléverser                                                              |
| (nl) Convent Coeckelbergh                                               | Oui                   |                                  | Mechelen          | Twaalf-Apostelenstraat 17    | 51° 01′ 59″ nord, 4° 28′ 26″ est | 3691                | Téléverser                                                              |
| (nl) Woning Gerste Brooden                                              | Oui                   |                                  | Mechelen          | Twaalf-Apostelenstraat 19    | 51° 01′ 59″ nord, 4° 28′ 27″ est | 3692                | Téléverser                                                              |
| (nl) Woning, breedhuis                                                  | Oui                   |                                  | Mechelen          | Twaalf-Apostelenstraat 21    | 51° 01′ 59″ nord, 4° 28′ 27″ est | 3693                | Téléverser                                                              |
| (nl) Woning Calvarienberg                                               | Oui                   |                                  | Mechelen          | Twaalf-Apostelenstraat 31    | 51° 02′ 00″ nord, 4° 28′ 27″ est | 3694                | Téléverser                                                              |
| (nl) Rest toegangspoort begijnhof                                       | Oui                   |                                  | Mechelen          | Vrouw van Mechelenstraat 1   | 51° 01′ 49″ nord, 4° 28′ 26″ est | 3695                | Téléverser                                                              |
| (nl) Woning, dubbelhuis                                                 | Oui                   |                                  | Mechelen          | Vrouw van Mechelenstraat 4   | 51° 01′ 50″ nord, 4° 28′ 26″ est | 3696                | Téléverser                                                              |
| (nl) Woning, dubbelhuis                                                 | Oui                   |                                  | Mechelen          | Vrouw van Mechelenstraat 6   | 51° 01′ 50″ nord, 4° 28′ 26″ est | 3696                | Téléverser                                                              |
| (nl) Twee begijnenwoningen                                              | Oui                   |                                  | Mechelen          | Vrouw van Mechelenstraat 23  | 51° 01′ 49″ nord, 4° 28′ 24″ est | 3697                | Téléverser                                                              |
| (nl) Twee begijnenwoningen                                              | Oui                   |                                  | Mechelen          | Vrouw van Mechelenstraat 25  | 51° 01′ 49″ nord, 4° 28′ 24″ est | 3697                | Téléverser                                                              |
| (nl) Brug                                                               | Oui                   |                                  | Mechelen          | Grootbrug                    | 51° 01′ 33″ nord, 4° 28′ 39″ est | 3698                | Téléverser                                                              |
| (nl) Woning Fellen Oord                                                 |                       |                                  | Mechelen          | Grootbrug 1                  | 51° 01′ 33″ nord, 4° 28′ 41″ est | 3699                | Téléverser                                                              |
| (nl) Woning Portugael                                                   |                       |                                  | Mechelen          | Grootbrug 3                  | 51° 01′ 33″ nord, 4° 28′ 40″ est | 3700                | Téléverser                                                              |
| (nl) Woning Sterre                                                      | Oui                   |                                  | Mechelen          | Grootbrug 6                  | 51° 01′ 34″ nord, 4° 28′ 39″ est | 3701                | Téléverser                                                              |
| (nl) Woning Moer of Moriaan                                             | Oui                   |                                  | Mechelen          | Grootbrug 8                  | 51° 01′ 34″ nord, 4° 28′ 39″ est | 3702                | Téléverser                                                              |
| (nl) Postkantoor, voormalig stadhuis Beyaert                            | Oui                   |                                  | Mechelen          | Grote Markt 1                | 51° 01′ 42″ nord, 4° 28′ 47″ est | 3703                | Téléverser                                                              |
| (nl) Woning In het Haentien                                             | Oui                   |                                  | Mechelen          | Grote Markt 1                | 51° 01′ 42″ nord, 4° 28′ 47″ est | 3704                | Téléverser                                                              |
| (nl) Woning Gulden Ster                                                 | Oui                   |                                  | Mechelen          | Grote Markt 3                | 51° 01′ 42″ nord, 4° 28′ 47″ est | 3705                | Téléverser                                                              |
| (nl) Woning, diephuis                                                   | Oui                   |                                  | Mechelen          | Grote Markt 4                | 51° 01′ 42″ nord, 4° 28′ 48″ est | 3706                | Téléverser                                                              |
| (nl) Hoekhuis In den Boer ?ß la Mode                                    | Oui                   |                                  | Mechelen          | Grote Markt 5                | 51° 01′ 42″ nord, 4° 28′ 48″ est | 3707                | Téléverser                                                              |
| (nl) Hoekhuis, klokgevel                                                | Oui                   |                                  | Mechelen          | Grote Markt 7                | 51° 01′ 43″ nord, 4° 28′ 50″ est | 3708                | Téléverser                                                              |
| (nl) Woning Sint-Antonius                                               | Oui                   |                                  | Mechelen          | Grote Markt 8                | 51° 01′ 43″ nord, 4° 28′ 50″ est | 3709                | Téléverser                                                              |
| (nl) Woning, halsgevel                                                  | Oui                   |                                  | Mechelen          | Grote Markt 9                | 51° 01′ 43″ nord, 4° 28′ 50″ est | 3710                | Téléverser                                                              |
| (nl) Woning, diephuis                                                   | Oui                   |                                  | Mechelen          | Grote Markt 10               | 51° 01′ 43″ nord, 4° 28′ 50″ est | 3711                | Téléverser                                                              |
| (nl) Woning, diephuis                                                   | Oui                   |                                  | Mechelen          | Grote Markt 11               | 51° 01′ 43″ nord, 4° 28′ 50″ est | 3712                | Téléverser                                                              |
| (nl) Woning, diephuis                                                   |                       |                                  | Mechelen          | Grote Markt 12               | 51° 01′ 43″ nord, 4° 28′ 51″ est | 3713                | Téléverser                                                              |
| (nl) Woning De Kat                                                      | Oui                   |                                  | Mechelen          | Grote Markt 13               | 51° 01′ 42″ nord, 4° 28′ 51″ est | 3714                | Téléverser                                                              |
| (nl) Hoekhuis Koning van Schotland                                      | Oui                   |                                  | Mechelen          | Grote Markt 17               | 51° 01′ 42″ nord, 4° 28′ 52″ est | 3715                | Téléverser                                                              |
| (nl) Eclectisch herenhuis De Beitel, de Passer,'t Penseel               | Oui                   |                                  | Mechelen          | Grote Markt 19               | 51° 01′ 43″ nord, 4° 28′ 53″ est | 3716                | Téléverser                                                              |
| (nl) Stadhuis, voormalige Lakenhal                                      | Oui                   |                                  | Mechelen          | Grote Markt 20               | 51° 01′ 41″ nord, 4° 28′ 54″ est | 3717                | (nl) Stadhuis, voormalige Lakenhal                                      |
| (nl) Twee woningen, rijhuizen                                           | Oui                   |                                  | Mechelen          | Grote Markt 23               | 51° 01′ 39″ nord, 4° 28′ 52″ est | 3718                | Téléverser                                                              |
| (nl) Twee woningen, rijhuizen                                           | Oui                   |                                  | Mechelen          | Grote Markt 24               | 51° 01′ 39″ nord, 4° 28′ 52″ est | 3718                | Téléverser                                                              |
| (nl) Huis Keulen, later Het Paviljoen                                   | Oui                   |                                  | Mechelen          | Grote Markt 26               | 51° 01′ 39″ nord, 4° 28′ 50″ est | 3719                | Téléverser                                                              |
| (nl) Hotel De Kraan                                                     |                       |                                  | Mechelen          | Grote Markt 27               | 51° 01′ 38″ nord, 4° 28′ 50″ est | 3720                | Téléverser                                                              |
| (nl) Classicistische woning                                             | Oui                   |                                  | Mechelen          | Grote Markt 28               | 51° 01′ 39″ nord, 4° 28′ 49″ est | 3721                | Téléverser                                                              |
| (nl) Afspanning De Zwaan (voormalige)                                   | Oui                   |                                  | Mechelen          | Grote Markt 29               | 51° 01′ 39″ nord, 4° 28′ 49″ est | 3722                | Téléverser                                                              |
| (nl) Woning, rijhuis                                                    |                       |                                  | Mechelen          | Grote Markt 30               | 51° 01′ 39″ nord, 4° 28′ 48″ est | 3723                | Téléverser                                                              |
| (nl) Woning De Schaal                                                   | Oui                   |                                  | Mechelen          | Grote Markt 31               | 51° 01′ 39″ nord, 4° 28′ 48″ est | 3724                | Téléverser                                                              |
| (nl) Woning De Beer                                                     | Oui                   |                                  | Mechelen          | Grote Markt 32               | 51° 01′ 39″ nord, 4° 28′ 48″ est | 3725                | Téléverser                                                              |
| (nl) Woning De Beer                                                     | Oui                   |                                  | Mechelen          | Grote Markt 33               | 51° 01′ 39″ nord, 4° 28′ 48″ est | 3725                | Téléverser                                                              |
| (nl) Woning 't Verken                                                   | Oui                   |                                  | Mechelen          | Grote Markt 34               | 51° 01′ 39″ nord, 4° 28′ 48″ est | 3726                | Téléverser                                                              |
| (nl) Woningen Groot Lam en Klein Lam                                    | Oui                   |                                  | Mechelen          | Grote Markt 35               | 51° 01′ 40″ nord, 4° 28′ 48″ est | 3727                | Téléverser                                                              |
| (nl) Woningen Groot Lam en Klein Lam                                    | Oui                   |                                  | Mechelen          | Grote Markt 36               | 51° 01′ 40″ nord, 4° 28′ 48″ est | 3727                | Téléverser                                                              |
| (nl) Woning, breedhuis                                                  | Oui                   |                                  | Mechelen          | Grote Markt 37               | 51° 01′ 40″ nord, 4° 28′ 47″ est | 3728                | Téléverser                                                              |
| (nl) Woning, breedhuis                                                  | Oui                   |                                  | Mechelen          | Grote Markt 38               | 51° 01′ 40″ nord, 4° 28′ 47″ est | 3729                | Téléverser                                                              |
| (nl) Hoekhuis In het Suyckerhuys                                        | Oui                   |                                  | Mechelen          | Grote Markt 39               | 51° 01′ 40″ nord, 4° 28′ 47″ est | 3730                | (nl) Hoekhuis In het Suyckerhuys                                        |
| (nl) Woning, enkelhuis                                                  |                       |                                  | Mechelen          | A.B.-straat 3                | 51° 01′ 49″ nord, 4° 28′ 38″ est | 3731                | Téléverser                                                              |
| (nl) Bellepoort (voormalige)                                            |                       |                                  | Mechelen          | A.B.-straat                  | 51° 01′ 49″ nord, 4° 28′ 37″ est | 3733                | Téléverser                                                              |
| (nl) Woning, rijhuis                                                    |                       |                                  | Mechelen          | Adegemstraat 2               | 51° 01′ 31″ nord, 4° 28′ 35″ est | 3735                | Téléverser                                                              |
| (nl) Woning, breedhuis                                                  |                       |                                  | Mechelen          | Adegemstraat 13              | 51° 01′ 31″ nord, 4° 28′ 33″ est | 3736                | Téléverser                                                              |
| (nl) Woning, breedhuis                                                  |                       |                                  | Mechelen          | Adegemstraat 15              | 51° 01′ 31″ nord, 4° 28′ 33″ est | 3736                | Téléverser                                                              |
| (nl) Woning Gekroonde Smoutmolen                                        |                       |                                  | Mechelen          | Adegemstraat 25              | 51° 01′ 32″ nord, 4° 28′ 31″ est | 3737                | Téléverser                                                              |
| (nl) Beeld van Maria met Kind                                           |                       |                                  | Mechelen          | Adegemstraat                 | 51° 01′ 32″ nord, 4° 28′ 32″ est | 3738                | Téléverser                                                              |
| (nl) Herenhuis                                                          |                       |                                  | Mechelen          | Adegemstraat 33              | 51° 01′ 32″ nord, 4° 28′ 30″ est | 3739                | Téléverser                                                              |
| (nl) Woning, diephuis                                                   | Oui                   |                                  | Mechelen          | Adegemstraat 41              | 51° 01′ 33″ nord, 4° 28′ 29″ est | 3740                | Téléverser                                                              |
| (nl) Woning, diephuis                                                   | Oui                   |                                  | Mechelen          | Adegemstraat 43              | 51° 01′ 33″ nord, 4° 28′ 29″ est | 3741                | Téléverser                                                              |
| (nl) Woning, dubbelhuis                                                 |                       |                                  | Mechelen          | Adegemstraat 60              | 51° 01′ 34″ nord, 4° 28′ 28″ est | 3743                | Téléverser                                                              |
| (nl) Woning, dubbelhuis                                                 |                       |                                  | Mechelen          | Adegemstraat 64              | 51° 01′ 34″ nord, 4° 28′ 28″ est | 3743                | Téléverser                                                              |
| (nl) Woning, diephuis                                                   | Oui                   |                                  | Mechelen          | Adegemstraat 67              | 51° 01′ 34″ nord, 4° 28′ 26″ est | 3744                | Téléverser                                                              |
| (nl) Woning, diephuis                                                   | Oui                   |                                  | Mechelen          | Adegemstraat 69              | 51° 01′ 34″ nord, 4° 28′ 26″ est | 3745                | Téléverser                                                              |
| (nl) Herenhuis                                                          |                       |                                  | Mechelen          | Adegemstraat 78              | 51° 01′ 35″ nord, 4° 28′ 26″ est | 3746                | Téléverser                                                              |
| (nl) Woning In de Windmolen                                             |                       |                                  | Mechelen          | Adegemstraat 85              | 51° 01′ 35″ nord, 4° 28′ 23″ est | 3748                | Téléverser                                                              |
| (nl) Woning In de Windmolen                                             |                       |                                  | Mechelen          | Adegemstraat 87              | 51° 01′ 35″ nord, 4° 28′ 23″ est | 3748                | Téléverser                                                              |
| (nl) Parochiekerk Heilig Hart                                           |                       |                                  | Mechelen          | Adegemstraat 95              | 51° 01′ 35″ nord, 4° 28′ 22″ est | 3749                | Téléverser                                                              |
| (nl) Woning van 1679                                                    |                       |                                  | Mechelen          | Adegemstraat 101             | 51° 01′ 36″ nord, 4° 28′ 21″ est | 3750                | Téléverser                                                              |
| (nl) Woning van 1679                                                    |                       |                                  | Mechelen          | Adegemstraat 103             | 51° 01′ 36″ nord, 4° 28′ 21″ est | 3750                | Téléverser                                                              |
| (nl) Hoekhuis                                                           |                       |                                  | Mechelen          | Adegemstraat 105             | 51° 01′ 36″ nord, 4° 28′ 20″ est | 3751                | Téléverser                                                              |
| (nl) Woning, diephuis                                                   |                       |                                  | Mechelen          | Adegemstraat 113             | 51° 01′ 37″ nord, 4° 28′ 18″ est | 3752                | Téléverser                                                              |
| (nl) Woning Drij Kammen                                                 |                       |                                  | Mechelen          | Adegemstraat 116             | 51° 01′ 37″ nord, 4° 28′ 19″ est | 3753                | Téléverser                                                              |
| (nl) Woning den Bonten Os                                               | Oui                   |                                  | Mechelen          | Adegemstraat 117             | 51° 01′ 37″ nord, 4° 28′ 18″ est | 3754                | Téléverser                                                              |
| (nl) Klooster der ongeschoeide karmelietessen (voormalig)               |                       |                                  | Mechelen          | Dijle 17A                    | 51° 01′ 39″ nord, 4° 28′ 20″ est | 3755                | Téléverser                                                              |
| (nl) Steegbeluik                                                        |                       |                                  | Mechelen          | Adegemstraat 129             | 51° 01′ 38″ nord, 4° 28′ 16″ est | 3756                | Téléverser                                                              |
| (nl) Steegbeluik                                                        |                       |                                  | Mechelen          | Adegemstraat 133             | 51° 01′ 38″ nord, 4° 28′ 16″ est | 3756                | Téléverser                                                              |
| (nl) Steegbeluik                                                        |                       |                                  | Mechelen          | Adegemstraat 139             | 51° 01′ 38″ nord, 4° 28′ 16″ est | 3756                | Téléverser                                                              |
| (nl) Woning, enkelhuis                                                  |                       |                                  | Mechelen          | Albert Geudensstraat 8       | 51° 01′ 13″ nord, 4° 28′ 44″ est | 3757                | Téléverser                                                              |
| (nl) Arbeidershuisjes                                                   |                       |                                  | Mechelen          | Arme-Clarenstraat 10         | 51° 01′ 46″ nord, 4° 28′ 31″ est | 3758                | Téléverser                                                              |
| (nl) Arbeidershuisjes                                                   |                       |                                  | Mechelen          | Arme-Clarenstraat 12         | 51° 01′ 46″ nord, 4° 28′ 31″ est | 3758                | Téléverser                                                              |
| (nl) Arbeidershuisjes                                                   |                       |                                  | Mechelen          | Arme-Clarenstraat 6          | 51° 01′ 46″ nord, 4° 28′ 31″ est | 3758                | Téléverser                                                              |
| (nl) Arbeidershuisjes                                                   |                       |                                  | Mechelen          | Arme-Clarenstraat 8          | 51° 01′ 46″ nord, 4° 28′ 31″ est | 3758                | Téléverser                                                              |
| (nl) Woning, dubbelhuis                                                 |                       |                                  | Mechelen          | Nieuwe Beggaardenstraat 35   | 51° 01′ 47″ nord, 4° 28′ 27″ est | 3759                | Téléverser                                                              |
| (nl) Herenhuis                                                          |                       |                                  | Mechelen          | Arsenaalstraat 2             | 51° 01′ 13″ nord, 4° 28′ 59″ est | 3760                | Téléverser                                                              |
| (nl) Woning, breedhuis                                                  |                       |                                  | Mechelen          | Arsenaalstraat 4             | 51° 01′ 13″ nord, 4° 29′ 00″ est | 3761                | Téléverser                                                              |
| (nl) Woning met barok onze-Lieve-Vrouwebeeld                            | Oui                   |                                  | Mechelen          | Augustijnenstraat 1          | 51° 01′ 41″ nord, 4° 29′ 07″ est | 3762                | Téléverser                                                              |
| (nl) Woning, breedhuis                                                  |                       |                                  | Mechelen          | Augustijnenstraat 3          | 51° 01′ 41″ nord, 4° 29′ 07″ est | 3763                | Téléverser                                                              |
| (nl) Woning, enkelhuis                                                  |                       |                                  | Mechelen          | Augustijnenstraat 5          | 51° 01′ 40″ nord, 4° 29′ 07″ est | 3764                | Téléverser                                                              |
| (nl) Huis Rembert Dodoens                                               | Oui                   |                                  | Mechelen          | Augustijnenstraat 8          | 51° 01′ 40″ nord, 4° 29′ 05″ est | 3765                | (nl) Huis Rembert Dodoens                                               |
| (nl) Hof van Duffel                                                     |                       |                                  | Mechelen          | Augustijnenstraat 9          | 51° 01′ 41″ nord, 4° 29′ 09″ est | 3766                | Téléverser                                                              |
| (nl) Hof van Duffel                                                     |                       |                                  | Mechelen          | Bleekstraat 2                | 51° 01′ 41″ nord, 4° 29′ 09″ est | 3766                | Téléverser                                                              |
| (nl) Hof van Duffel                                                     |                       |                                  | Mechelen          | Bleekstraat 4                | 51° 01′ 41″ nord, 4° 29′ 09″ est | 3766                | Téléverser                                                              |
| (nl) Woning breedhuis                                                   |                       |                                  | Mechelen          | Augustijnenstraat 12         | 51° 01′ 39″ nord, 4° 29′ 07″ est | 3767                | Téléverser                                                              |
| (nl) Herenhuis                                                          |                       |                                  | Mechelen          | Augustijnenstraat 20         | 51° 01′ 37″ nord, 4° 29′ 07″ est | 3768                | Téléverser                                                              |
| (nl) Woning, breedhuis                                                  |                       |                                  | Mechelen          | Augustijnenstraat 22         | 51° 01′ 37″ nord, 4° 29′ 07″ est | 3769                | Téléverser                                                              |
| (nl) Woning, breedhuis                                                  |                       |                                  | Mechelen          | Augustijnenstraat 24         | 51° 01′ 37″ nord, 4° 29′ 07″ est | 3770                | Téléverser                                                              |
| (nl) Woning, breedhuis                                                  |                       |                                  | Mechelen          | Augustijnenstraat 33         | 51° 01′ 37″ nord, 4° 29′ 11″ est | 3771                | Téléverser                                                              |
| (nl) Woning de Windmolen                                                |                       |                                  | Mechelen          | Befferstraat 1               | 51° 01′ 42″ nord, 4° 28′ 53″ est | 3773                | Téléverser                                                              |
| (nl) Hoekhuis                                                           |                       |                                  | Mechelen          | Befferstraat 3               | 51° 01′ 42″ nord, 4° 28′ 53″ est | 3774                | Téléverser                                                              |
| (nl) Woningen In den Pelicaen en Venetië                                | Oui                   |                                  | Mechelen          | Befferstraat 5               | 51° 01′ 42″ nord, 4° 28′ 54″ est | 3775                | Téléverser                                                              |
| (nl) Woning De Gekroonde Hamer                                          |                       |                                  | Mechelen          | Befferstraat 7               | 51° 01′ 42″ nord, 4° 28′ 54″ est | 3777                | Téléverser                                                              |
| (nl) Woning de Rode Haan                                                | Oui                   |                                  | Mechelen          | Befferstraat 9               | 51° 01′ 42″ nord, 4° 28′ 54″ est | 3779                | Téléverser                                                              |
| (nl) Woning met lijstgevel                                              |                       |                                  | Mechelen          | Befferstraat 10              | 51° 01′ 41″ nord, 4° 28′ 57″ est | 3780                | Téléverser                                                              |
| (nl) Woning Roeland                                                     |                       |                                  | Mechelen          | Befferstraat 9               | 51° 01′ 42″ nord, 4° 28′ 54″ est | 3781                | Téléverser                                                              |
| (nl) Woning Sint-Joris                                                  | Oui                   |                                  | Mechelen          | Befferstraat 12              | 51° 01′ 42″ nord, 4° 28′ 57″ est | 3782                | (nl) Woning Sint-Joris                                                  |
| (nl) Woning Gulden Sleutel                                              |                       |                                  | Mechelen          | Befferstraat 11              | 51° 01′ 42″ nord, 4° 28′ 55″ est | 3783                | Téléverser                                                              |
| (nl) Hoekhuis de Meersman                                               | Oui                   |                                  | Mechelen          | Befferstraat 15              | 51° 01′ 42″ nord, 4° 28′ 55″ est | 3784                | (nl) Hoekhuis de Meersman                                               |
| (nl) Woning De Zwarte Haan                                              | Oui                   |                                  | Mechelen          | Befferstraat 16              | 51° 01′ 42″ nord, 4° 28′ 57″ est | 3785                | (nl) Woning De Zwarte Haan                                              |
| (nl) Woning, diephuis                                                   |                       |                                  | Mechelen          | Befferstraat 17              | 51° 01′ 42″ nord, 4° 28′ 55″ est | 3786                | (nl) Woning, diephuis                                                   |
| (nl) Neringhuis met aanhorigheden (voormalig)                           |                       |                                  | Mechelen          | Befferstraat 18              | 51° 01′ 41″ nord, 4° 28′ 58″ est | 3787                | Téléverser                                                              |
| (nl) Neringhuis met aanhorigheden (voormalig)                           |                       |                                  | Mechelen          | Befferstraat 20              | 51° 01′ 41″ nord, 4° 28′ 58″ est | 3787                | Téléverser                                                              |
| (nl) Neringhuis met aanhorigheden (voormalig)                           |                       |                                  | Mechelen          | Befferstraat 22              | 51° 01′ 41″ nord, 4° 28′ 58″ est | 3787                | Téléverser                                                              |
| (nl) Woning Drie Koningen                                               |                       |                                  | Mechelen          | Befferstraat 28              | 51° 01′ 42″ nord, 4° 28′ 59″ est | 3789                | Téléverser                                                              |
| (nl) Woning De Vier Emmers                                              | Oui                   |                                  | Mechelen          | Befferstraat 29              | 51° 01′ 43″ nord, 4° 28′ 57″ est | 3790                | (nl) Woning De Vier Emmers                                              |
| (nl) Woning met winkelpui                                               | Oui                   |                                  | Mechelen          | Befferstraat 30              | 51° 01′ 42″ nord, 4° 28′ 59″ est | 3791                | (nl) Woning met winkelpui                                               |
| (nl) Woning, diephuis                                                   |                       |                                  | Mechelen          | Befferstraat 31              | 51° 01′ 43″ nord, 4° 28′ 58″ est | 3792                | Téléverser                                                              |
| (nl) Woning De Borcht                                                   |                       |                                  | Mechelen          | Befferstraat 32              | 51° 01′ 42″ nord, 4° 28′ 59″ est | 3793                | Téléverser                                                              |
| (nl) Brouwerij de Zeeridder (voormalige)                                |                       |                                  | Mechelen          | Befferstraat 33              | 51° 01′ 43″ nord, 4° 28′ 58″ est | 3794                | (nl) Brouwerij de Zeeridder (voormalige)                                |
| (nl) Brouwerij de Zeeridder (voormalige)                                |                       |                                  | Mechelen          | Befferstraat 35              | 51° 01′ 43″ nord, 4° 28′ 58″ est | 3794                | (nl) Brouwerij de Zeeridder (voormalige)                                |
| (nl) Herenhuis De Arend                                                 | Oui                   |                                  | Mechelen          | Befferstraat 37              | 51° 01′ 43″ nord, 4° 28′ 58″ est | 3795                | (nl) Herenhuis De Arend                                                 |
| (nl) Woning, dubbelhuis                                                 | Oui                   |                                  | Mechelen          | Begijnenstraat 18            | 51° 01′ 41″ nord, 4° 28′ 38″ est | 3796                | (nl) Woning, dubbelhuis                                                 |
| (nl) Woning, breedhuis                                                  | Oui                   |                                  | Mechelen          | Begijnenstraat 19            | 51° 01′ 40″ nord, 4° 28′ 40″ est | 3797                | (nl) Woning, breedhuis                                                  |
| (nl) Woning, breedhuis                                                  | Oui                   |                                  | Mechelen          | Begijnenstraat 21            | 51° 01′ 40″ nord, 4° 28′ 40″ est | 3797                | (nl) Woning, breedhuis                                                  |
| (nl) Woning, samenstel van diep- en breedhuis                           |                       |                                  | Mechelen          | Begijnenstraat 22            | 51° 01′ 40″ nord, 4° 28′ 39″ est | 3798                | (nl) Woning, samenstel van diep- en breedhuis                           |
| (nl) Steegbeluik                                                        |                       |                                  | Mechelen          | Begijnenstraat 28            | 51° 01′ 39″ nord, 4° 28′ 36″ est | 3800                | Téléverser                                                              |
| (nl) Steegbeluik                                                        |                       |                                  | Mechelen          | Begijnenstraat 30            | 51° 01′ 39″ nord, 4° 28′ 36″ est | 3800                | Téléverser                                                              |
| (nl) Steegbeluik                                                        |                       |                                  | Mechelen          | Begijnenstraat 32            | 51° 01′ 39″ nord, 4° 28′ 36″ est | 3800                | Téléverser                                                              |
| (nl) Steegbeluik                                                        |                       |                                  | Mechelen          | Begijnenstraat 34            | 51° 01′ 39″ nord, 4° 28′ 36″ est | 3800                | Téléverser                                                              |
| (nl) Steegbeluik                                                        |                       |                                  | Mechelen          | Begijnenstraat 36            | 51° 01′ 39″ nord, 4° 28′ 36″ est | 3800                | Téléverser                                                              |
| (nl) Steegbeluik                                                        |                       |                                  | Mechelen          | Begijnenstraat 38            | 51° 01′ 39″ nord, 4° 28′ 36″ est | 3800                | Téléverser                                                              |
| (nl) Steegbeluik                                                        |                       |                                  | Mechelen          | Begijnenstraat 40            | 51° 01′ 39″ nord, 4° 28′ 36″ est | 3800                | Téléverser                                                              |
| (nl) Steegbeluik                                                        |                       |                                  | Mechelen          | Begijnenstraat 42            | 51° 01′ 39″ nord, 4° 28′ 36″ est | 3800                | Téléverser                                                              |
| (nl) Steegbeluik                                                        |                       |                                  | Mechelen          | Begijnenstraat 44            | 51° 01′ 39″ nord, 4° 28′ 36″ est | 3800                | Téléverser                                                              |
| (nl) Steegbeluik                                                        |                       |                                  | Mechelen          | Begijnenstraat 46            | 51° 01′ 39″ nord, 4° 28′ 36″ est | 3800                | Téléverser                                                              |
| (nl) Steegbeluik                                                        |                       |                                  | Mechelen          | Begijnenstraat 48            | 51° 01′ 39″ nord, 4° 28′ 36″ est | 3800                | Téléverser                                                              |
| (nl) Woning, breedhuis                                                  |                       |                                  | Mechelen          | Begijnenstraat 31            | 51° 01′ 39″ nord, 4° 28′ 39″ est | 3801                | Téléverser                                                              |
| (nl) Gotisch gebouw Den Spiker                                          |                       |                                  | Mechelen          | Begijnenstraat 33            | 51° 01′ 38″ nord, 4° 28′ 39″ est | 3802                | Téléverser                                                              |
| (nl) Woning met traditionele kern                                       |                       |                                  | Mechelen          | Bergstraat 2                 | 51° 01′ 49″ nord, 4° 29′ 00″ est | 3803                | Téléverser                                                              |
| (nl) Twee woningen, enkelhuizen                                         |                       |                                  | Mechelen          | Bergstraat 4                 | 51° 01′ 49″ nord, 4° 29′ 00″ est | 3804                | Téléverser                                                              |
| (nl) Twee woningen, enkelhuizen                                         |                       |                                  | Mechelen          | Bergstraat 6                 | 51° 01′ 49″ nord, 4° 29′ 00″ est | 3804                | Téléverser                                                              |
| (nl) Markant hoekhuis                                                   |                       |                                  | Mechelen          | Bergstraat 5                 | 51° 01′ 51″ nord, 4° 29′ 02″ est | 3805                | (nl) Markant hoekhuis                                                   |
| (nl) Woning met lijstgevel                                              |                       |                                  | Mechelen          | Bergstraat 20                | 51° 01′ 50″ nord, 4° 29′ 02″ est | 3807                | Téléverser                                                              |
| (nl) Woning met lijstgevel                                              |                       |                                  | Mechelen          | Biest 2                      | 51° 01′ 49″ nord, 4° 28′ 57″ est | 3809                | Téléverser                                                              |
| (nl) Woning, dubbelhuis                                                 |                       |                                  | Mechelen          | Biest 4                      | 51° 01′ 49″ nord, 4° 28′ 57″ est | 3810                | Téléverser                                                              |
| (nl) Woning, traditioneel diephuis                                      |                       |                                  | Mechelen          | Biest 6                      | 51° 01′ 49″ nord, 4° 28′ 58″ est | 3811                | Téléverser                                                              |
| (nl) Woning, traditioneel diephuis                                      |                       |                                  | Mechelen          | Biest 8                      | 51° 01′ 49″ nord, 4° 28′ 58″ est | 3811                | Téléverser                                                              |
| (nl) Woning, diephuis                                                   |                       |                                  | Mechelen          | Biest 7                      | 51° 01′ 50″ nord, 4° 28′ 59″ est | 3812                | (nl) Woning, diephuis                                                   |
| (nl) Woning, breedhuis                                                  |                       |                                  | Mechelen          | Biest 9                      | 51° 01′ 50″ nord, 4° 28′ 59″ est | 3813                | (nl) Woning, breedhuis                                                  |
| (nl) Woning, diephuis                                                   |                       |                                  | Mechelen          | Biest 11                     | 51° 01′ 50″ nord, 4° 28′ 59″ est | 3814                | (nl) Woning, diephuis                                                   |
| (nl) Twee woningen, diephuizen                                          |                       |                                  | Mechelen          | Biest 15                     | 51° 01′ 49″ nord, 4° 29′ 00″ est | 3815                | (nl) Twee woningen, diephuizen                                          |
| (nl) Woning, diephuis                                                   |                       |                                  | Mechelen          | Biest 19                     | 51° 01′ 49″ nord, 4° 28′ 59″ est | 3816                | (nl) Woning, diephuis                                                   |
| (nl) Woning, diephuis                                                   |                       |                                  | Mechelen          | Blaasbalgstraat 16           | 51° 01′ 33″ nord, 4° 29′ 02″ est | 3819                | (nl) Woning, diephuis                                                   |
| (nl) Woning met trapgevel                                               |                       |                                  | Mechelen          | Blauwhondstraat              | 51° 01′ 37″ nord, 4° 28′ 47″ est | 3820                | (nl) Woning met trapgevel                                               |
| (nl) Woning, diephuis                                                   |                       |                                  | Mechelen          | Blauwhondstraat 25           | 51° 01′ 37″ nord, 4° 28′ 48″ est | 3821                | (nl) Woning, diephuis                                                   |
| (nl) Rijwoning                                                          |                       |                                  | Mechelen          | Blauwhondstraat 27           | 51° 01′ 37″ nord, 4° 28′ 48″ est | 3822                | (nl) Rijwoning                                                          |
| (nl) Hof van Hoogstraten en Hof van Coloma                              | Oui                   |                                  | Mechelen          | Bleekstraat 5                | 51° 01′ 41″ nord, 4° 29′ 17″ est | 3823                | (nl) Hof van Hoogstraten en Hof van Coloma                              |
| (nl) Samenstel van twee breedhuizen van 1648                            | Oui                   |                                  | Mechelen          | Bleekstraat 7                | 51° 01′ 38″ nord, 4° 29′ 18″ est | 3824                | (nl) Samenstel van twee breedhuizen van 1648                            |
| (nl) Alleenstaande woning                                               | Oui                   |                                  | Mechelen          | Bleekstraat 9                | 51° 01′ 39″ nord, 4° 29′ 19″ est | 3825                | Téléverser                                                              |
| (nl) Woning, breedhuis                                                  |                       |                                  | Mechelen          | Blokstraat 6                 | 51° 01′ 47″ nord, 4° 29′ 07″ est | 3828                | (nl) Woning, breedhuis                                                  |
| (nl) Tweegezinswoning                                                   |                       |                                  | Mechelen          | Blokstraat 8                 | 51° 01′ 48″ nord, 4° 29′ 08″ est | 3829                | (nl) Tweegezinswoning                                                   |
| (nl) Tweegezinswoning                                                   |                       |                                  | Mechelen          | Blokstraat 9                 | 51° 01′ 48″ nord, 4° 29′ 08″ est | 3829                | (nl) Tweegezinswoning                                                   |
| (nl) Woning, dubbelhuis                                                 |                       |                                  | Mechelen          | Bornstraatje 1               | 51° 01′ 58″ nord, 4° 28′ 38″ est | 3830                | Téléverser                                                              |
| (nl) Woning, dubbelhuis                                                 |                       |                                  | Mechelen          | Bornstraatje 3               | 51° 01′ 58″ nord, 4° 28′ 38″ est | 3830                | Téléverser                                                              |
| (nl) Woning, dubbelhuis                                                 |                       |                                  | Mechelen          | Borzestraat 42               | 51° 01′ 34″ nord, 4° 28′ 50″ est | 3831                | (nl) Woning, dubbelhuis                                                 |
| (nl) Rijhuis                                                            |                       |                                  | Mechelen          | Botermarkt 7                 | 51° 01′ 37″ nord, 4° 28′ 54″ est | 3835                | (nl) Rijhuis                                                            |
| (nl) Gebouw met winkelpui en ingang bioscoop                            |                       |                                  | Mechelen          | Botermarkt                   | 51° 01′ 37″ nord, 4° 28′ 54″ est | 3836                | (nl) Gebouw met winkelpui en ingang bioscoop                            |
| (nl) Woning, diephuis                                                   |                       |                                  | Mechelen          | Botermarkt 18                | 51° 01′ 36″ nord, 4° 28′ 55″ est | 3837                | (nl) Woning, diephuis                                                   |
| (nl) Woning, diephuis                                                   |                       |                                  | Mechelen          | Botermarkt 20                | 51° 01′ 36″ nord, 4° 28′ 55″ est | 3838                | (nl) Woning, diephuis                                                   |
| (nl) Hoekhuis                                                           |                       |                                  | Mechelen          | Brusselsepoortstraat 2       | 51° 01′ 19″ nord, 4° 28′ 23″ est | 3839                | (nl) Hoekhuis                                                           |
| (nl) Twee gelijkaardige rijhuizen                                       |                       |                                  | Mechelen          | Brusselsepoortstraat 4       | 51° 01′ 19″ nord, 4° 28′ 23″ est | 3840                | (nl) Twee gelijkaardige rijhuizen                                       |
| (nl) Twee gelijkaardige rijhuizen                                       |                       |                                  | Mechelen          | Brusselsepoortstraat 6       | 51° 01′ 19″ nord, 4° 28′ 23″ est | 3840                | (nl) Twee gelijkaardige rijhuizen                                       |
| (nl) Rijhuis                                                            |                       |                                  | Mechelen          | Brusselsepoortstraat 14      | 51° 01′ 18″ nord, 4° 28′ 21″ est | 3841                | (nl) Rijhuis                                                            |
| (nl) Drie panden                                                        |                       |                                  | Mechelen          | Brusselsepoortstraat 32      | 51° 01′ 17″ nord, 4° 28′ 20″ est | 3842                | (nl) Drie panden                                                        |
| (nl) Hoekhuis                                                           | Oui                   |                                  | Mechelen          | Bruul 1                      | 51° 01′ 39″ nord, 4° 28′ 51″ est | 3843                | (nl) Hoekhuis                                                           |
| (nl) Rijhuis                                                            |                       |                                  | Mechelen          | Bruul 7                      | 51° 01′ 39″ nord, 4° 28′ 52″ est | 3844                | (nl) Rijhuis                                                            |
| (nl) Woning, diephuis                                                   |                       |                                  | Mechelen          | Bruul 8                      | 51° 01′ 39″ nord, 4° 28′ 50″ est | 3845                | (nl) Woning, diephuis                                                   |
| (nl) Woning, diephuis                                                   |                       |                                  | Mechelen          | Bruul 14                     | 51° 01′ 38″ nord, 4° 28′ 50″ est | 3846                | (nl) Woning, diephuis                                                   |
| (nl) Huis in Nieuwe Zakelijkheid                                        |                       |                                  | Mechelen          | Bruul 22                     | 51° 01′ 37″ nord, 4° 28′ 50″ est | 3847                | (nl) Huis in Nieuwe Zakelijkheid                                        |
| (nl) Art deco rijhuis                                                   |                       |                                  | Mechelen          | Bruul 32                     | 51° 01′ 37″ nord, 4° 28′ 51″ est | 3848                | (nl) Art deco rijhuis                                                   |
| (nl) Hoekhuis                                                           |                       |                                  | Mechelen          | Bruul 40                     | 51° 01′ 36″ nord, 4° 28′ 51″ est | 3849                | (nl) Hoekhuis                                                           |
| (nl) Hoekhuis                                                           |                       |                                  | Mechelen          | Bruul 50                     | 51° 01′ 34″ nord, 4° 28′ 51″ est | 3850                | (nl) Hoekhuis                                                           |
| (nl) Norbertinessenpriorij Onze-Lieve-Vrouw van Leliëndaal (voormalige) | Oui                   |                                  | Mechelen          | Bruul 54                     | 51° 01′ 34″ nord, 4° 28′ 51″ est | 3851                | (nl) Norbertinessenpriorij Onze-Lieve-Vrouw van Leliëndaal (voormalige) |
| (nl) Norbertinessenpriorij Onze-Lieve-Vrouw van Leliëndaal (voormalige) | Oui                   |                                  | Mechelen          | Bruul 56                     | 51° 01′ 34″ nord, 4° 28′ 51″ est | 3851                | (nl) Norbertinessenpriorij Onze-Lieve-Vrouw van Leliëndaal (voormalige) |
| (nl) Norbertinessenpriorij Onze-Lieve-Vrouw van Leliëndaal (voormalige) | Oui                   |                                  | Mechelen          | Lange Schipstraat 25         | 51° 01′ 34″ nord, 4° 28′ 51″ est | 3851                | (nl) Norbertinessenpriorij Onze-Lieve-Vrouw van Leliëndaal (voormalige) |
| (nl) Tweegezinswoning                                                   | Oui                   |                                  | Mechelen          | Bruul 57                     | 51° 01′ 33″ nord, 4° 28′ 56″ est | 3852                | (nl) Tweegezinswoning                                                   |
| (nl) Tweegezinswoning                                                   | Oui                   |                                  | Mechelen          | Bruul 59                     | 51° 01′ 33″ nord, 4° 28′ 56″ est | 3852                | (nl) Tweegezinswoning                                                   |
| (nl) Tweegezinswoning                                                   |                       |                                  | Mechelen          | Bruul 60                     | 51° 01′ 32″ nord, 4° 28′ 52″ est | 3853                | (nl) Tweegezinswoning                                                   |
| (nl) Tweegezinswoning                                                   |                       |                                  | Mechelen          | Bruul 62                     | 51° 01′ 32″ nord, 4° 28′ 52″ est | 3853                | (nl) Tweegezinswoning                                                   |
| (nl) Eclectisch getinte woning                                          |                       |                                  | Mechelen          | Bruul 61                     | 51° 01′ 33″ nord, 4° 28′ 55″ est | 3854                | (nl) Eclectisch getinte woning                                          |
| (nl) Woning met Second-Empirekenmerken                                  | Oui                   |                                  | Mechelen          | Bruul 67                     | 51° 01′ 32″ nord, 4° 28′ 55″ est | 3855                | (nl) Woning met Second-Empirekenmerken                                  |
| (nl) Hof van Gestel, dan Zwarten Boek                                   | Oui                   |                                  | Mechelen          | Bruul 78                     | 51° 01′ 29″ nord, 4° 28′ 52″ est | 3856                | (nl) Hof van Gestel, dan Zwarten Boek                                   |
| (nl) Hof van Gestel, dan Zwarten Boek                                   | Oui                   |                                  | Mechelen          | Bruul 80                     | 51° 01′ 29″ nord, 4° 28′ 52″ est | 3856                | (nl) Hof van Gestel, dan Zwarten Boek                                   |
| (nl) Hof van Gestel, dan Zwarten Boek                                   | Oui                   |                                  | Mechelen          | Bruul 82                     | 51° 01′ 29″ nord, 4° 28′ 52″ est | 3856                | (nl) Hof van Gestel, dan Zwarten Boek                                   |
| (nl) Hof van Gestel, dan Zwarten Boek                                   | Oui                   |                                  | Mechelen          | Bruul 88                     | 51° 01′ 29″ nord, 4° 28′ 52″ est | 3856                | (nl) Hof van Gestel, dan Zwarten Boek                                   |
| (nl) Classicistische woning                                             | Oui                   |                                  | Mechelen          | Bruul 79                     | 51° 01′ 30″ nord, 4° 28′ 55″ est | 3857                | (nl) Classicistische woning                                             |
| (nl) Classicistische woning                                             | Oui                   |                                  | Mechelen          | Bruul 81                     | 51° 01′ 30″ nord, 4° 28′ 55″ est | 3857                | (nl) Classicistische woning                                             |
| (nl) Twee woningen                                                      | Oui                   |                                  | Mechelen          | Bruul 94                     | 51° 01′ 28″ nord, 4° 28′ 54″ est | 3858                | (nl) Twee woningen                                                      |
| (nl) Twee woningen                                                      | Oui                   |                                  | Mechelen          | Bruul 98                     | 51° 01′ 28″ nord, 4° 28′ 54″ est | 3858                | (nl) Twee woningen                                                      |
| (nl) Eclectisch woning, Hof van Grimbergen                              | Oui                   |                                  | Mechelen          | Bruul 96                     | 51° 01′ 28″ nord, 4° 28′ 53″ est | 3859                | (nl) Eclectisch woning, Hof van Grimbergen                              |
| (nl) Woning, rijhuis                                                    |                       |                                  | Mechelen          | Bruul 108                    | 51° 01′ 27″ nord, 4° 28′ 53″ est | 3860                | (nl) Woning, rijhuis                                                    |
| (nl) Koninklijk atheneum, voormalige Commanderij Pitzemburg             | Oui                   |                                  | Mechelen          | Bruul 131                    | 51° 01′ 25″ nord, 4° 28′ 59″ est | 3861                | (nl) Koninklijk atheneum, voormalige Commanderij Pitzemburg             |
| (nl) Koninklijk atheneum, voormalige Commanderij Pitzemburg             | Oui                   |                                  | Mechelen          | Bruul 133                    | 51° 01′ 25″ nord, 4° 28′ 59″ est | 3861                | (nl) Koninklijk atheneum, voormalige Commanderij Pitzemburg             |
| (nl) Woning, diephuis                                                   |                       |                                  | Mechelen          | Bruul 134                    | 51° 01′ 25″ nord, 4° 28′ 54″ est | 3862                | (nl) Woning, diephuis                                                   |
| (nl) Herenhuis                                                          |                       |                                  | Mechelen          | Colomastraat 2               | 51° 01′ 12″ nord, 4° 28′ 53″ est | 3863                | (nl) Herenhuis                                                          |
| (nl) Flatgebouw naar ontwerp van Jos Chabot                             |                       |                                  | Mechelen          | Colomastraat 24              | 51° 01′ 10″ nord, 4° 28′ 50″ est | 3864                | (nl) Flatgebouw naar ontwerp van Jos Chabot                             |
| (nl) Flatgebouw naar ontwerp van Jos Chabot                             |                       |                                  | Mechelen          | Colomastraat 26              | 51° 01′ 10″ nord, 4° 28′ 50″ est | 3864                | (nl) Flatgebouw naar ontwerp van Jos Chabot                             |
| (nl) Hof Van Nassau                                                     | Oui                   |                                  | Mechelen          | Zandpoortvest 6              | 51° 01′ 33″ nord, 4° 29′ 16″ est | 3866                | Téléverser                                                              |
| (nl) Hof Van Nassau                                                     | Oui                   |                                  | Mechelen          | Zandpoortvest 9              | 51° 01′ 33″ nord, 4° 29′ 16″ est | 3866                | Téléverser                                                              |
| (nl) Woning, dubbelhuis                                                 |                       |                                  | Mechelen          | Lange Ridderstraat 2         | 51° 01′ 28″ nord, 4° 29′ 00″ est | 3871                | (nl) Woning, dubbelhuis                                                 |
| (nl) Twee woningen, eertijds één huis                                   |                       |                                  | Mechelen          | Lange Schipstraat 4          | 51° 01′ 33″ nord, 4° 28′ 41″ est | 3872                | (nl) Twee woningen, eertijds één huis                                   |
| (nl) Twee woningen, eertijds één huis                                   |                       |                                  | Mechelen          | Lange Schipstraat 6          | 51° 01′ 33″ nord, 4° 28′ 41″ est | 3872                | (nl) Twee woningen, eertijds één huis                                   |
| (nl) Woning, breedhuis                                                  |                       |                                  | Mechelen          | Rik Woutersstraat 15         | 51° 01′ 41″ nord, 4° 29′ 02″ est | 3874                | Téléverser                                                              |
| (nl) Woning, rijhuis                                                    |                       |                                  | Mechelen          | Leermarkt 6                  | 51° 01′ 35″ nord, 4° 28′ 56″ est | 3875                | (nl) Woning, rijhuis                                                    |
| (nl) Rijhuizen                                                          |                       |                                  | Mechelen          | Leopoldstraat 13             | 51° 01′ 12″ nord, 4° 28′ 42″ est | 3878                | Téléverser                                                              |
| (nl) Rijhuizen                                                          |                       |                                  | Mechelen          | Leopoldstraat 14             | 51° 01′ 12″ nord, 4° 28′ 42″ est | 3878                | Téléverser                                                              |
| (nl) Rijhuizen                                                          |                       |                                  | Mechelen          | Leopoldstraat 27             | 51° 01′ 12″ nord, 4° 28′ 42″ est | 3878                | Téléverser                                                              |
| (nl) Rijhuizen                                                          |                       |                                  | Mechelen          | Leopoldstraat 29             | 51° 01′ 12″ nord, 4° 28′ 42″ est | 3878                | Téléverser                                                              |
| (nl) Rijhuizen                                                          |                       |                                  | Mechelen          | Leopoldstraat 31             | 51° 01′ 12″ nord, 4° 28′ 42″ est | 3878                | Téléverser                                                              |
| (nl) Rijhuizen                                                          |                       |                                  | Mechelen          | Leopoldstraat 33             | 51° 01′ 12″ nord, 4° 28′ 42″ est | 3878                | Téléverser                                                              |
| (nl) Rijhuizen                                                          |                       |                                  | Mechelen          | Leopoldstraat 35             | 51° 01′ 12″ nord, 4° 28′ 42″ est | 3878                | Téléverser                                                              |
| (nl) Rijhuizen                                                          |                       |                                  | Mechelen          | Leopoldstraat 37             | 51° 01′ 12″ nord, 4° 28′ 42″ est | 3878                | Téléverser                                                              |
| (nl) Rijhuizen                                                          |                       |                                  | Mechelen          | Leopoldstraat 41             | 51° 01′ 12″ nord, 4° 28′ 42″ est | 3878                | Téléverser                                                              |
| (nl) Rijhuizen                                                          |                       |                                  | Mechelen          | Leopoldstraat 43             | 51° 01′ 12″ nord, 4° 28′ 42″ est | 3878                | Téléverser                                                              |
| (nl) Rijhuizen                                                          |                       |                                  | Mechelen          | Leopoldstraat 49             | 51° 01′ 12″ nord, 4° 28′ 42″ est | 3878                | Téléverser                                                              |
| (nl) Rijhuizen                                                          |                       |                                  | Mechelen          | Leopoldstraat 81             | 51° 01′ 12″ nord, 4° 28′ 42″ est | 3878                | Téléverser                                                              |
| (nl) Rijhuizen                                                          |                       |                                  | Mechelen          | Leopoldstraat 83             | 51° 01′ 12″ nord, 4° 28′ 42″ est | 3878                | Téléverser                                                              |
| (nl) Rijhuizen                                                          |                       |                                  | Mechelen          | Leopoldstraat 95             | 51° 01′ 12″ nord, 4° 28′ 42″ est | 3878                | Téléverser                                                              |
| (nl) Rijhuizen                                                          |                       |                                  | Mechelen          | Leopoldstraat 97             | 51° 01′ 12″ nord, 4° 28′ 42″ est | 3878                | Téléverser                                                              |
| (nl) Herenhuis                                                          |                       |                                  | Mechelen          | Louizastraat 1               | 51° 01′ 23″ nord, 4° 28′ 47″ est | 3880                | Téléverser                                                              |
| (nl) Burgerhuizen                                                       |                       |                                  | Mechelen          | Meysbrug                     | 51° 01′ 35″ nord, 4° 29′ 07″ est | 3883                | Téléverser                                                              |
| (nl) Burgerhuizen                                                       |                       |                                  | Mechelen          | Meysbrug 1                   | 51° 01′ 35″ nord, 4° 29′ 07″ est | 3883                | Téléverser                                                              |
| (nl) Burgerhuizen                                                       |                       |                                  | Mechelen          | Meysbrug 3                   | 51° 01′ 35″ nord, 4° 29′ 07″ est | 3883                | Téléverser                                                              |
| (nl) Woning, diephuis                                                   | Oui                   |                                  | Mechelen          | Milsenstraat 6               | 51° 01′ 24″ nord, 4° 28′ 31″ est | 3884                | Téléverser                                                              |
| (nl) Heilige Geestkapel en Bureel van Weldadigheid (voormalige)         | Oui                   |                                  | Mechelen          | Minderbroedersgang 1         | 51° 01′ 44″ nord, 4° 28′ 39″ est | 3885                | (nl) Heilige Geestkapel en Bureel van Weldadigheid (voormalige)         |
| (nl) Heilige Geestkapel en Bureel van Weldadigheid (voormalige)         | Oui                   |                                  | Mechelen          | Minderbroedersgang 3         | 51° 01′ 44″ nord, 4° 28′ 39″ est | 3885                | Téléverser                                                              |
| (nl) Woningen, enkelhuisjes                                             |                       |                                  | Mechelen          | Moensstraat 11               | 51° 01′ 26″ nord, 4° 28′ 34″ est | 3886                | Téléverser                                                              |
| (nl) Woningen, enkelhuisjes                                             |                       |                                  | Mechelen          | Moensstraat 13               | 51° 01′ 26″ nord, 4° 28′ 34″ est | 3886                | Téléverser                                                              |
| (nl) Woningen, enkelhuisjes                                             |                       |                                  | Mechelen          | Moensstraat 15               | 51° 01′ 26″ nord, 4° 28′ 34″ est | 3886                | Téléverser                                                              |
| (nl) Woningen, enkelhuisjes                                             |                       |                                  | Mechelen          | Moensstraat 7                | 51° 01′ 26″ nord, 4° 28′ 34″ est | 3886                | Téléverser                                                              |
| (nl) Woningen, enkelhuisjes                                             |                       |                                  | Mechelen          | Moensstraat 9                | 51° 01′ 26″ nord, 4° 28′ 34″ est | 3886                | Téléverser                                                              |
| (nl) Woning, rijhuis                                                    |                       |                                  | Mechelen          | Muntstraat 5                 | 51° 01′ 37″ nord, 4° 28′ 58″ est | 3889                | Téléverser                                                              |
| (nl) Woning Blauwe Duif                                                 | Oui                   |                                  | Mechelen          | Nauwstraat                   | 51° 01′ 34″ nord, 4° 28′ 39″ est | 3890                | Téléverser                                                              |
| (nl) Hoekhuis                                                           | Oui                   |                                  | Mechelen          | Nieuwe Beggaardenstraat 16   | 51° 01′ 51″ nord, 4° 28′ 30″ est | 3891                | Téléverser                                                              |
| (nl) Godshuis der Heilige Drievuldigheid (voormalig)                    | Oui                   |                                  | Mechelen          | Nokerstraat 2                | 51° 02′ 02″ nord, 4° 28′ 36″ est | 3894                | Téléverser                                                              |
| (nl) Godshuis der Heilige Drievuldigheid (voormalig)                    | Oui                   |                                  | Mechelen          | Nokerstraat 6                | 51° 02′ 02″ nord, 4° 28′ 36″ est | 3894                | Téléverser                                                              |